# Llista d'asteroides (374001-375000)
Llista d'asteroides del 374.001 al 375.000, amb data de descoberta i descobridor. És un fragment de la llista d'asteroides completa. Als asteroides se'ls dona un número quan es confirma la seva òrbita, per tant apareixen llistats aproximadament segons la data de descobriment.

## 374001-374100
| Nom    | Designació provisional | Data de descobriment   | Lloc de descobriment | Descobridor/s        |
| ------ | ---------------------- | ---------------------- | -------------------- | -------------------- |
| 374001 | 2004 BX121             | 27 de gener de 2004    | Catalina             | CSS                  |
| 374002 | 2004 BW128             | 16 de gener de 2004    | Kitt Peak            | Spacewatch           |
| 374003 | 2004 BW161             | 24 de gener de 2004    | Socorro              | LINEAR               |
| 374004 | 2004 BL162             | 30 de gener de 2004    | Anderson Mesa        | LONEOS               |
| 374005 | 2004 CA13              | 11 de febrer de 2004   | Palomar              | NEAT                 |
| 374006 | 2004 CT22              | 12 de febrer de 2004   | Kitt Peak            | Spacewatch           |
| 374007 | 2004 CZ36              | 12 de febrer de 2004   | Palomar              | NEAT                 |
| 374008 | 2004 CL42              | 10 de febrer de 2004   | Palomar              | NEAT                 |
| 374009 | 2004 CS57              | 13 de febrer de 2004   | Palomar              | NEAT                 |
| 374010 | 2004 CH71              | 13 de febrer de 2004   | Kitt Peak            | Spacewatch           |
| 374011 | 2004 CX99              | 15 de febrer de 2004   | Catalina             | CSS                  |
| 374012 | 2004 CZ114             | 10 de febrer de 2004   | Palomar              | NEAT                 |
| 374013 | 2004 DP7               | 17 de febrer de 2004   | Kitt Peak            | Spacewatch           |
| 374014 | 2004 DB8               | 17 de febrer de 2004   | Kitt Peak            | Spacewatch           |
| 374015 | 2004 DW13              | 16 de febrer de 2004   | Socorro              | LINEAR               |
| 374016 | 2004 DD43              | 23 de febrer de 2004   | Socorro              | LINEAR               |
| 374017 | 2004 DZ48              | 19 de febrer de 2004   | Socorro              | LINEAR               |
| 374018 | 2004 DG61              | 26 de febrer de 2004   | Socorro              | LINEAR               |
| 374019 | 2004 DY65              | 23 de febrer de 2004   | Socorro              | LINEAR               |
| 374020 | 2004 EC5               | 11 de març de 2004     | Palomar              | NEAT                 |
| 374021 | 2004 EP19              | 14 de març de 2004     | Kitt Peak            | Spacewatch           |
| 374022 | 2004 EM23              | 14 de març de 2004     | Palomar              | NEAT                 |
| 374023 | 2004 EE43              | 15 de març de 2004     | Catalina             | CSS                  |
| 374024 | 2004 EX45              | 15 de març de 2004     | Kitt Peak            | Spacewatch           |
| 374025 | 2004 EB62              | 12 de març de 2004     | Palomar              | NEAT                 |
| 374026 | 2004 EA82              | 15 de març de 2004     | Socorro              | LINEAR               |
| 374027 | 2004 FS3               | 18 de març de 2004     | Socorro              | LINEAR               |
| 374028 | 2004 FN6               | 23 de març de 2004     | Socorro              | LINEAR               |
| 374029 | 2004 FJ9               | 16 de març de 2004     | Kitt Peak            | Spacewatch           |
| 374030 | 2004 FR19              | 16 de març de 2004     | Kitt Peak            | Spacewatch           |
| 374031 | 2004 FA47              | 18 de març de 2004     | Kitt Peak            | Spacewatch           |
| 374032 | 2004 FK59              | 18 de març de 2004     | Socorro              | LINEAR               |
| 374033 | 2004 FF111             | 25 de març de 2004     | Anderson Mesa        | LONEOS               |
| 374034 | 2004 FG115             | 22 de març de 2004     | Socorro              | LINEAR               |
| 374035 | 2004 FZ142             | 27 de març de 2004     | Socorro              | LINEAR               |
| 374036 | 2004 GH4               | 19 de març de 2004     | Socorro              | LINEAR               |
| 374037 | 2004 GO80              | 7 de gener de 2000     | Kitt Peak            | Spacewatch           |
| 374038 | 2004 HW                | 18 d'abril de 2004     | Siding Spring        | Siding Spring Survey |
| 374039 | 2004 HP14              | 16 d'abril de 2004     | Kitt Peak            | Spacewatch           |
| 374040 | 2004 HV44              | 21 d'abril de 2004     | Socorro              | LINEAR               |
| 374041 | 2004 JB41              | 14 de maig de 2004     | Palomar              | NEAT                 |
| 374042 | 2004 KZ3               | 16 de maig de 2004     | Socorro              | LINEAR               |
| 374043 | 2004 LH6               | 9 de juny de 2004      | Siding Spring        | Siding Spring Survey |
| 374044 | 2004 MU7               | 16 de juny de 2004     | Catalina             | CSS                  |
| 374045 | 2004 ND13              | 11 de juliol de 2004   | Socorro              | LINEAR               |
| 374046 | 2004 OV8               | 27 de juny de 2004     | Siding Spring        | Siding Spring Survey |
| 374047 | 2004 OF11              | 27 de juny de 2004     | Siding Spring        | Siding Spring Survey |
| 374048 | 2004 PJ3               | 3 d'agost de 2004      | Siding Spring        | Siding Spring Survey |
| 374049 | 2004 PM4               | 5 d'agost de 2004      | Palomar              | NEAT                 |
| 374050 | 2004 PK14              | 7 d'agost de 2004      | Palomar              | NEAT                 |
| 374051 | 2004 PM34              | 8 d'agost de 2004      | Anderson Mesa        | LONEOS               |
| 374052 | 2004 PM35              | 8 d'agost de 2004      | Anderson Mesa        | LONEOS               |
| 374053 | 2004 PQ43              | 6 d'agost de 2004      | Palomar              | NEAT                 |
| 374054 | 2004 PB69              | 7 d'agost de 2004      | Palomar              | NEAT                 |
| 374055 | 2004 PY70              | 8 d'agost de 2004      | Socorro              | LINEAR               |
| 374056 | 2004 PP84              | 10 d'agost de 2004     | Socorro              | LINEAR               |
| 374057 | 2004 PN89              | 9 d'agost de 2004      | Socorro              | LINEAR               |
| 374058 | 2004 PU90              | 10 d'agost de 2004     | Socorro              | LINEAR               |
| 374059 | 2004 PZ96              | 11 d'agost de 2004     | Socorro              | LINEAR               |
| 374060 | 2004 PY104             | 11 d'agost de 2004     | Goodricke-Pigott     | Goodricke-Pigott     |
| 374061 | 2004 RY5               | 21 d'agost de 2004     | Siding Spring        | Siding Spring Survey |
| 374062 | 2004 RS8               | 6 de setembre de 2004  | Goodricke-Pigott     | Goodricke-Pigott     |
| 374063 | 2004 RY29              | 11 d'agost de 2004     | Socorro              | LINEAR               |
| 374064 | 2004 RF33              | 23 d'agost de 2004     | Anderson Mesa        | LONEOS               |
| 374065 | 2004 RF35              | 7 de setembre de 2004  | Socorro              | LINEAR               |
| 374066 | 2004 RR47              | 8 de setembre de 2004  | Socorro              | LINEAR               |
| 374067 | 2004 RK58              | 8 de setembre de 2004  | Socorro              | LINEAR               |
| 374068 | 2004 RE70              | 8 de setembre de 2004  | Socorro              | LINEAR               |
| 374069 | 2004 RJ100             | 10 d'agost de 2004     | Anderson Mesa        | LONEOS               |
| 374070 | 2004 RH113             | 6 de setembre de 2004  | Bergisch Gladbac     | W. Bickel            |
| 374071 | 2004 RS124             | 7 de setembre de 2004  | Kitt Peak            | Spacewatch           |
| 374072 | 2004 RY127             | 7 de setembre de 2004  | Kitt Peak            | Spacewatch           |
| 374073 | 2004 RZ138             | 8 de setembre de 2004  | Palomar              | NEAT                 |
| 374074 | 2004 RD139             | 20 d'agost de 2004     | Catalina             | CSS                  |
| 374075 | 2004 RO142             | 8 de setembre de 2004  | Socorro              | LINEAR               |
| 374076 | 2004 RA146             | 9 de setembre de 2004  | Needville            | Needville            |
| 374077 | 2004 RD149             | 9 de setembre de 2004  | Socorro              | LINEAR               |
| 374078 | 2004 RB151             | 9 de setembre de 2004  | Socorro              | LINEAR               |
| 374079 | 2004 RD154             | 10 de setembre de 2004 | Socorro              | LINEAR               |
| 374080 | 2004 RA165             | 8 de setembre de 2004  | Socorro              | LINEAR               |
| 374081 | 2004 RJ167             | 7 de setembre de 2004  | Socorro              | LINEAR               |
| 374082 | 2004 RU168             | 8 de setembre de 2004  | Socorro              | LINEAR               |
| 374083 | 2004 RT181             | 10 de setembre de 2004 | Socorro              | LINEAR               |
| 374084 | 2004 RY188             | 10 de setembre de 2004 | Socorro              | LINEAR               |
| 374085 | 2004 RR199             | 10 de setembre de 2004 | Socorro              | LINEAR               |
| 374086 | 2004 RX205             | 10 de setembre de 2004 | Socorro              | LINEAR               |
| 374087 | 2004 RQ207             | 20 d'agost de 2004     | Socorro              | LINEAR               |
| 374088 | 2004 RK210             | 11 de setembre de 2004 | Socorro              | LINEAR               |
| 374089 | 2004 RV211             | 11 de setembre de 2004 | Socorro              | LINEAR               |
| 374090 | 2004 RX226             | 9 de setembre de 2004  | Socorro              | LINEAR               |
| 374091 | 2004 RT229             | 9 de setembre de 2004  | Kitt Peak            | Spacewatch           |
| 374092 | 2004 RV230             | 9 de setembre de 2004  | Kitt Peak            | Spacewatch           |
| 374093 | 2004 RX233             | 9 de setembre de 2004  | Kitt Peak            | Spacewatch           |
| 374094 | 2004 RA235             | 10 de setembre de 2004 | Socorro              | LINEAR               |
| 374095 | 2004 RM237             | 10 de setembre de 2004 | Kitt Peak            | Spacewatch           |
| 374096 | 2004 RL239             | 10 de setembre de 2004 | Kitt Peak            | Spacewatch           |
| 374097 | 2004 RZ256             | 9 de setembre de 2004  | Socorro              | LINEAR               |
| 374098 | 2004 RX259             | 10 de setembre de 2004 | Kitt Peak            | Spacewatch           |
| 374099 | 2004 RW270             | 11 de setembre de 2004 | Kitt Peak            | Spacewatch           |
| 374100 | 2004 RL280             | 15 de setembre de 2004 | Kitt Peak            | Spacewatch           |

## 374101-374200
| Nom    | Designació provisional | Data de descobriment   | Lloc de descobriment | Descobridor/s        |
| ------ | ---------------------- | ---------------------- | -------------------- | -------------------- |
| 374101 | 2004 RO289             | 10 de setembre de 2004 | Palomar              | NEAT                 |
| 374102 | 2004 RT289             | 15 de setembre de 2004 | Socorro              | LINEAR               |
| 374103 | 2004 RT291             | 10 de setembre de 2004 | Socorro              | LINEAR               |
| 374104 | 2004 RR315             | 15 de setembre de 2004 | Siding Spring        | Siding Spring Survey |
| 374105 | 2004 RJ339             | 15 de setembre de 2004 | Kitt Peak            | Spacewatch           |
| 374106 | 2004 RP356             | 12 de setembre de 2004 | Kitt Peak            | Spacewatch           |
| 374107 | 2004 SE                | 16 de setembre de 2004 | Socorro              | LINEAR               |
| 374108 | 2004 SY7               | 17 de setembre de 2004 | Kitt Peak            | Spacewatch           |
| 374109 | 2004 SZ23              | 17 de setembre de 2004 | Kitt Peak            | Spacewatch           |
| 374110 | 2004 SH24              | 17 de setembre de 2004 | Kitt Peak            | Spacewatch           |
| 374111 | 2004 SU28              | 17 de setembre de 2004 | Socorro              | LINEAR               |
| 374112 | 2004 SW34              | 17 de setembre de 2004 | Socorro              | LINEAR               |
| 374113 | 2004 SQ35              | 17 de setembre de 2004 | Socorro              | LINEAR               |
| 374114 | 2004 SP50              | 28 d'agost de 1995     | Kitt Peak            | Spacewatch           |
| 374115 | 2004 TO2               | 4 d'octubre de 2004    | Anderson Mesa        | LONEOS               |
| 374116 | 2004 TG6               | 21 d'agost de 2004     | Siding Spring        | Siding Spring Survey |
| 374117 | 2004 TO17              | 10 d'octubre de 2004   | Socorro              | LINEAR               |
| 374118 | 2004 TR19              | 13 d'octubre de 2004   | Goodricke-Pigott     | R. A. Tucker         |
| 374119 | 2004 TU27              | 4 d'octubre de 2004    | Kitt Peak            | Spacewatch           |
| 374120 | 2004 TJ35              | 4 d'octubre de 2004    | Kitt Peak            | Spacewatch           |
| 374121 | 2004 TN36              | 4 d'octubre de 2004    | Kitt Peak            | Spacewatch           |
| 374122 | 2004 TR45              | 4 d'octubre de 2004    | Kitt Peak            | Spacewatch           |
| 374123 | 2004 TP65              | 5 d'octubre de 2004    | Palomar              | NEAT                 |
| 374124 | 2004 TC69              | 5 d'octubre de 2004    | Anderson Mesa        | LONEOS               |
| 374125 | 2004 TM69              | 19 d'agost de 2004     | Siding Spring        | Siding Spring Survey |
| 374126 | 2004 TQ72              | 6 d'octubre de 2004    | Kitt Peak            | Spacewatch           |
| 374127 | 2004 TO74              | 6 d'octubre de 2004    | Kitt Peak            | Spacewatch           |
| 374128 | 2004 TR106             | 7 d'octubre de 2004    | Socorro              | LINEAR               |
| 374129 | 2004 TY106             | 7 d'octubre de 2004    | Socorro              | LINEAR               |
| 374130 | 2004 TP114             | 8 d'octubre de 2004    | Palomar              | NEAT                 |
| 374131 | 2004 TS115             | 12 d'octubre de 2004   | Moletai              | Moletai              |
| 374132 | 2004 TQ116             | 4 d'octubre de 2004    | Socorro              | LINEAR               |
| 374133 | 2004 TQ122             | 7 d'octubre de 2004    | Anderson Mesa        | LONEOS               |
| 374134 | 2004 TA125             | 7 d'octubre de 2004    | Socorro              | LINEAR               |
| 374135 | 2004 TO130             | 7 d'octubre de 2004    | Socorro              | LINEAR               |
| 374136 | 2004 TW132             | 7 d'octubre de 2004    | Palomar              | NEAT                 |
| 374137 | 2004 TH133             | 7 d'octubre de 2004    | Palomar              | NEAT                 |
| 374138 | 2004 TB136             | 8 d'octubre de 2004    | Anderson Mesa        | LONEOS               |
| 374139 | 2004 TQ137             | 8 d'octubre de 2004    | Anderson Mesa        | LONEOS               |
| 374140 | 2004 TP160             | 6 d'octubre de 2004    | Kitt Peak            | Spacewatch           |
| 374141 | 2004 TU174             | 9 d'octubre de 2004    | Socorro              | LINEAR               |
| 374142 | 2004 TB187             | 24 de setembre de 2004 | Kitt Peak            | Spacewatch           |
| 374143 | 2004 TJ191             | 7 d'octubre de 2004    | Kitt Peak            | Spacewatch           |
| 374144 | 2004 TO204             | 7 d'octubre de 2004    | Kitt Peak            | Spacewatch           |
| 374145 | 2004 TQ207             | 7 d'octubre de 2004    | Kitt Peak            | Spacewatch           |
| 374146 | 2004 TV212             | 8 d'octubre de 2004    | Kitt Peak            | Spacewatch           |
| 374147 | 2004 TY212             | 8 d'octubre de 2004    | Kitt Peak            | Spacewatch           |
| 374148 | 2004 TW214             | 22 de setembre de 2004 | Anderson Mesa        | LONEOS               |
| 374149 | 2004 TL249             | 7 d'octubre de 2004    | Kitt Peak            | Spacewatch           |
| 374150 | 2004 TL252             | 9 d'octubre de 2004    | Kitt Peak            | Spacewatch           |
| 374151 | 2004 TH257             | 9 d'octubre de 2004    | Kitt Peak            | Spacewatch           |
| 374152 | 2004 TA275             | 9 d'octubre de 2004    | Kitt Peak            | Spacewatch           |
| 374153 | 2004 TO278             | 9 d'octubre de 2004    | Kitt Peak            | Spacewatch           |
| 374154 | 2004 TD283             | 7 d'octubre de 2004    | Kitt Peak            | Spacewatch           |
| 374155 | 2004 TK307             | 10 d'octubre de 2004   | Socorro              | LINEAR               |
| 374156 | 2004 TL327             | 15 d'octubre de 2004   | Socorro              | LINEAR               |
| 374157 | 2004 TL340             | 5 d'octubre de 2004    | Kitt Peak            | Spacewatch           |
| 374158 | 2004 UL                | 18 d'octubre de 2004   | Socorro              | LINEAR               |
| 374159 | 2004 UJ5               | 18 d'octubre de 2004   | Kitt Peak            | M. W. Buie           |
| 374160 | 2004 VB4               | 3 de novembre de 2004  | Palomar              | NEAT                 |
| 374161 | 2004 VZ7               | 3 de novembre de 2004  | Kitt Peak            | Spacewatch           |
| 374162 | 2004 VF16              | 5 de novembre de 2004  | Anderson Mesa        | LONEOS               |
| 374163 | 2004 VY19              | 4 de novembre de 2004  | Catalina             | CSS                  |
| 374164 | 2004 VD29              | 10 d'octubre de 2004   | Kitt Peak            | Spacewatch           |
| 374165 | 2004 VG40              | 4 de novembre de 2004  | Kitt Peak            | Spacewatch           |
| 374166 | 2004 VX46              | 4 de novembre de 2004  | Kitt Peak            | Spacewatch           |
| 374167 | 2004 VT53              | 7 de novembre de 2004  | Socorro              | LINEAR               |
| 374168 | 2004 VS56              | 4 de novembre de 2004  | Catalina             | CSS                  |
| 374169 | 2004 VE60              | 9 de novembre de 2004  | Catalina             | CSS                  |
| 374170 | 2004 VX65              | 4 de novembre de 2004  | Kitt Peak            | Spacewatch           |
| 374171 | 2004 VC75              | 12 de novembre de 2004 | Catalina             | CSS                  |
| 374172 | 2004 VM82              | 10 d'octubre de 2004   | Kitt Peak            | Spacewatch           |
| 374173 | 2004 VH115             | 7 d'octubre de 2004    | Kitt Peak            | Spacewatch           |
| 374174 | 2004 WA8               | 19 de novembre de 2004 | Catalina             | CSS                  |
| 374175 | 2004 XM4               | 1 de desembre de 2004  | Palomar              | NEAT                 |
| 374176 | 2004 XG12              | 8 de desembre de 2004  | Socorro              | LINEAR               |
| 374177 | 2004 XA39              | 7 de desembre de 2004  | Socorro              | LINEAR               |
| 374178 | 2004 XJ69              | 2 de desembre de 2004  | Anderson Mesa        | LONEOS               |
| 374179 | 2004 XQ76              | 10 de desembre de 2004 | Socorro              | LINEAR               |
| 374180 | 2004 XZ107             | 11 de desembre de 2004 | Socorro              | LINEAR               |
| 374181 | 2004 XV111             | 9 de desembre de 2004  | Catalina             | CSS                  |
| 374182 | 2004 XX132             | 14 de desembre de 2004 | Catalina             | CSS                  |
| 374183 | 2004 XV159             | 14 de desembre de 2004 | Kitt Peak            | Spacewatch           |
| 374184 | 2004 XJ186             | 15 de desembre de 2004 | Socorro              | LINEAR               |
| 374185 | 2004 YZ2               | 16 de desembre de 2004 | Anderson Mesa        | LONEOS               |
| 374186 | 2004 YF20              | 18 de desembre de 2004 | Mount Lemmon         | Mt. Lemmon Survey    |
| 374187 | 2004 YY32              | 16 de desembre de 2004 | Anderson Mesa        | LONEOS               |
| 374188 | 2005 AD3               | 6 de gener de 2005     | Socorro              | LINEAR               |
| 374189 | 2005 AR49              | 13 de gener de 2005    | Socorro              | LINEAR               |
| 374190 | 2005 AN66              | 13 de gener de 2005    | Kitt Peak            | Spacewatch           |
| 374191 | 2005 AV68              | 13 de gener de 2005    | Kitt Peak            | Spacewatch           |
| 374192 | 2005 BF9               | 16 de gener de 2005    | Socorro              | LINEAR               |
| 374193 | 2005 CZ29              | 1 de febrer de 2005    | Kitt Peak            | Spacewatch           |
| 374194 | 2005 CZ54              | 4 de febrer de 2005    | Mount Lemmon         | Mt. Lemmon Survey    |
| 374195 | 2005 CQ63              | 9 de febrer de 2005    | Kitt Peak            | Spacewatch           |
| 374196 | 2005 EL26              | 3 de març de 2005      | Catalina             | CSS                  |
| 374197 | 2005 EQ27              | 3 de març de 2005      | Catalina             | CSS                  |
| 374198 | 2005 EU43              | 3 de març de 2005      | Vail-Jarnac          | Jarnac               |
| 374199 | 2005 EC50              | 3 de març de 2005      | Catalina             | CSS                  |
| 374200 | 2005 EP50              | 3 de març de 2005      | Catalina             | CSS                  |

## 374201-374300
| Nom    | Designació provisional | Data de descobriment   | Lloc de descobriment | Descobridor/s          |
| ------ | ---------------------- | ---------------------- | -------------------- | ---------------------- |
| 374201 | 2005 EW51              | 3 de març de 2005      | Kitt Peak            | Spacewatch             |
| 374202 | 2005 EQ74              | 3 de març de 2005      | Catalina             | CSS                    |
| 374203 | 2005 EE84              | 4 de març de 2005      | Catalina             | CSS                    |
| 374204 | 2005 EQ104             | 4 de març de 2005      | Mount Lemmon         | Mt. Lemmon Survey      |
| 374205 | 2005 EU120             | 8 de març de 2005      | Kitt Peak            | Spacewatch             |
| 374206 | 2005 EK181             | 9 de març de 2005      | Anderson Mesa        | LONEOS                 |
| 374207 | 2005 EZ181             | 9 de març de 2005      | Anderson Mesa        | LONEOS                 |
| 374208 | 2005 EZ194             | 11 de març de 2005     | Mount Lemmon         | Mt. Lemmon Survey      |
| 374209 | 2005 EW197             | 11 de març de 2005     | Mount Lemmon         | Mt. Lemmon Survey      |
| 374210 | 2005 ED210             | 4 de març de 2005      | Kitt Peak            | Spacewatch             |
| 374211 | 2005 EH212             | 4 de març de 2005      | Socorro              | LINEAR                 |
| 374212 | 2005 EK244             | 11 de març de 2005     | Mount Lemmon         | Mt. Lemmon Survey      |
| 374213 | 2005 ER272             | 2 de març de 2005      | Kitt Peak            | Spacewatch             |
| 374214 | 2005 EC277             | 8 de març de 2005      | Mount Lemmon         | Mt. Lemmon Survey      |
| 374215 | 2005 EN282             | 10 de març de 2005     | Mount Lemmon         | Mt. Lemmon Survey      |
| 374216 | 2005 ER285             | 13 de març de 2005     | Kitt Peak            | Spacewatch             |
| 374217 | 2005 EL292             | 10 de març de 2005     | Catalina             | CSS                    |
| 374218 | 2005 EJ306             | 4 de març de 2005      | Mount Lemmon         | Mt. Lemmon Survey      |
| 374219 | 2005 EZ312             | 10 de març de 2005     | Kitt Peak            | M. W. Buie             |
| 374220 | 2005 EP317             | 12 de març de 2005     | Kitt Peak            | M. W. Buie             |
| 374221 | 2005 ED324             | 1 de març de 2005      | Kitt Peak            | Spacewatch             |
| 374222 | 2005 EK324             | 10 de març de 2005     | Mount Lemmon         | Mt. Lemmon Survey      |
| 374223 | 2005 FZ6               | 30 de març de 2005     | Catalina             | CSS                    |
| 374224 | 2005 FS14              | 16 de març de 2005     | Catalina             | CSS                    |
| 374225 | 2005 GK2               | 1 d'abril de 2005      | Kitt Peak            | Spacewatch             |
| 374226 | 2005 GN2               | 1 d'abril de 2005      | Kitt Peak            | Spacewatch             |
| 374227 | 2005 GM8               | 1 d'abril de 2005      | Siding Spring        | Siding Spring Survey   |
| 374228 | 2005 GT15              | 2 d'abril de 2005      | Mount Lemmon         | Mt. Lemmon Survey      |
| 374229 | 2005 GR20              | 2 d'abril de 2005      | Mount Lemmon         | Mt. Lemmon Survey      |
| 374230 | 2005 GE21              | 3 d'abril de 2005      | Palomar              | NEAT                   |
| 374231 | 2005 GG26              | 2 d'abril de 2005      | Mount Lemmon         | Mt. Lemmon Survey      |
| 374232 | 2005 GF27              | 3 d'abril de 2005      | Palomar              | NEAT                   |
| 374233 | 2005 GJ33              | 4 d'abril de 2005      | Mount Lemmon         | Mt. Lemmon Survey      |
| 374234 | 2005 GF34              | 1 d'abril de 2005      | Kitt Peak            | Spacewatch             |
| 374235 | 2005 GB40              | 4 d'abril de 2005      | Mount Lemmon         | Mt. Lemmon Survey      |
| 374236 | 2005 GT49              | 5 d'abril de 2005      | Mount Lemmon         | Mt. Lemmon Survey      |
| 374237 | 2005 GK88              | 5 d'abril de 2005      | Mount Lemmon         | Mt. Lemmon Survey      |
| 374238 | 2005 GA97              | 6 d'abril de 2005      | Mount Lemmon         | Mt. Lemmon Survey      |
| 374239 | 2005 GC98              | 7 d'abril de 2005      | Mount Lemmon         | Mt. Lemmon Survey      |
| 374240 | 2005 GP99              | 7 d'abril de 2005      | Kitt Peak            | Spacewatch             |
| 374241 | 2005 GC108             | 10 d'abril de 2005     | Mount Lemmon         | Mt. Lemmon Survey      |
| 374242 | 2005 GN108             | 10 d'abril de 2005     | Kitt Peak            | Spacewatch             |
| 374243 | 2005 GL122             | 6 d'abril de 2005      | Mount Lemmon         | Mt. Lemmon Survey      |
| 374244 | 2005 GQ125             | 10 d'abril de 2005     | Mount Lemmon         | Mt. Lemmon Survey      |
| 374245 | 2005 GG140             | 13 d'abril de 2005     | Kitt Peak            | Spacewatch             |
| 374246 | 2005 GU151             | 10 de març de 2005     | Mount Lemmon         | Mt. Lemmon Survey      |
| 374247 | 2005 GZ152             | 13 d'abril de 2005     | Anderson Mesa        | LONEOS                 |
| 374248 | 2005 GM168             | 12 d'abril de 2005     | Kitt Peak            | Spacewatch             |
| 374249 | 2005 GZ177             | 15 d'abril de 2005     | Kitt Peak            | Spacewatch             |
| 374250 | 2005 GT182             | 8 de març de 2005      | Mount Lemmon         | Mt. Lemmon Survey      |
| 374251 | 2005 GN200             | 10 d'abril de 2005     | Kitt Peak            | M. W. Buie             |
| 374252 | 2005 GR201             | 4 d'abril de 2005      | Mount Lemmon         | Mt. Lemmon Survey      |
| 374253 | 2005 GJ204             | 10 d'abril de 2005     | Mount Lemmon         | Mt. Lemmon Survey      |
| 374254 | 2005 GH221             | 6 d'abril de 2005      | Kitt Peak            | Spacewatch             |
| 374255 | 2005 HK6               | 30 d'abril de 2005     | Kitt Peak            | Spacewatch             |
| 374256 | 2005 JL7               | 4 de maig de 2005      | Mauna Kea            | C. Veillet             |
| 374257 | 2005 JW30              | 6 d'abril de 2005      | Mount Lemmon         | Mt. Lemmon Survey      |
| 374258 | 2005 JX37              | 6 de maig de 2005      | Catalina             | CSS                    |
| 374259 | 2005 JK38              | 6 de maig de 2005      | Pla D'Arguines       | Pla D'Arguines         |
| 374260 | 2005 JX52              | 4 de maig de 2005      | Kitt Peak            | Spacewatch             |
| 374261 | 2005 JX64              | 4 de maig de 2005      | Kitt Peak            | Spacewatch             |
| 374262 | 2005 JP91              | 10 de maig de 2005     | Mount Lemmon         | Mt. Lemmon Survey      |
| 374263 | 2005 JO130             | 14 d'abril de 2005     | Catalina             | CSS                    |
| 374264 | 2005 JC142             | 14 de maig de 2005     | Mount Lemmon         | Mt. Lemmon Survey      |
| 374265 | 2005 JW177             | 8 de maig de 2005      | Kitt Peak            | Spacewatch             |
| 374266 | 2005 LF                | 1 de juny de 2005      | La Silla             | G. Bourban, R. Behrend |
| 374267 | 2005 LW                | 2 de juny de 2005      | Socorro              | LINEAR                 |
| 374268 | 2005 LQ30              | 12 de juny de 2005     | Kitt Peak            | Spacewatch             |
| 374269 | 2005 LA43              | 13 de juny de 2005     | Campo Imperatore     | CINEOS                 |
| 374270 | 2005 MW14              | 29 de juny de 2005     | Palomar              | NEAT                   |
| 374271 | 2005 MV18              | 28 de juny de 2005     | Palomar              | NEAT                   |
| 374272 | 2005 NS6               | 4 de juliol de 2005    | Mount Lemmon         | Mt. Lemmon Survey      |
| 374273 | 2005 NL22              | 1 de juliol de 2005    | Kitt Peak            | Spacewatch             |
| 374274 | 2005 NF31              | 4 de juliol de 2005    | Mount Lemmon         | Mt. Lemmon Survey      |
| 374275 | 2005 NS55              | 11 de juliol de 2005   | Mayhill              | A. Lowe                |
| 374276 | 2005 NL62              | 11 de juliol de 2005   | Kitt Peak            | Spacewatch             |
| 374277 | 2005 NQ81              | 12 de juliol de 2005   | Mount Lemmon         | Mt. Lemmon Survey      |
| 374278 | 2005 NL95              | 17 de juny de 2005     | Mount Lemmon         | Mt. Lemmon Survey      |
| 374279 | 2005 OO31              | 30 de juliol de 2005   | Palomar              | NEAT                   |
| 374280 | 2005 PP14              | 4 d'agost de 2005      | Palomar              | NEAT                   |
| 374281 | 2005 PE21              | 12 d'agost de 2005     | Kingsnake            | J. V. McClusky         |
| 374282 | 2005 QK15              | 25 d'agost de 2005     | Palomar              | NEAT                   |
| 374283 | 2005 QF43              | 26 d'agost de 2005     | Palomar              | NEAT                   |
| 374284 | 2005 QT53              | 28 d'agost de 2005     | Kitt Peak            | Spacewatch             |
| 374285 | 2005 QW60              | 26 d'agost de 2005     | Palomar              | NEAT                   |
| 374286 | 2005 QB72              | 29 d'agost de 2005     | Anderson Mesa        | LONEOS                 |
| 374287 | 2005 QT87              | 27 d'agost de 2005     | Bergisch Gladbac     | W. Bickel              |
| 374288 | 2005 QE88              | 29 d'agost de 2005     | Kitt Peak            | Spacewatch             |
| 374289 | 2005 QU104             | 27 d'agost de 2005     | Palomar              | NEAT                   |
| 374290 | 2005 QQ122             | 28 d'agost de 2005     | Kitt Peak            | Spacewatch             |
| 374291 | 2005 QS148             | 30 d'agost de 2005     | Anderson Mesa        | LONEOS                 |
| 374292 | 2005 RA1               | 2 de setembre de 2005  | Palomar              | NEAT                   |
| 374293 | 2005 SR15              | 26 de setembre de 2005 | Kitt Peak            | Spacewatch             |
| 374294 | 2005 SY32              | 23 de setembre de 2005 | Kitt Peak            | Spacewatch             |
| 374295 | 2005 SD38              | 24 de setembre de 2005 | Kitt Peak            | Spacewatch             |
| 374296 | 2005 SX41              | 24 de setembre de 2005 | Kitt Peak            | Spacewatch             |
| 374297 | 2005 SD49              | 24 de setembre de 2005 | Kitt Peak            | Spacewatch             |
| 374298 | 2005 SS61              | 26 de setembre de 2005 | Kitt Peak            | Spacewatch             |
| 374299 | 2005 SC79              | 24 de setembre de 2005 | Kitt Peak            | Spacewatch             |
| 374300 | 2005 SW98              | 25 de setembre de 2005 | Kitt Peak            | Spacewatch             |

## 374301-374400
| Nom    | Designació provisional | Data de descobriment   | Lloc de descobriment | Descobridor/s     |
| ------ | ---------------------- | ---------------------- | -------------------- | ----------------- |
| 374301 | 2005 SR139             | 25 de setembre de 2005 | Kitt Peak            | Spacewatch        |
| 374302 | 2005 SB150             | 25 de setembre de 2005 | Kitt Peak            | Spacewatch        |
| 374303 | 2005 SH150             | 25 de setembre de 2005 | Kitt Peak            | Spacewatch        |
| 374304 | 2005 SZ152             | 25 de setembre de 2005 | Kitt Peak            | Spacewatch        |
| 374305 | 2005 SE154             | 26 de setembre de 2005 | Kitt Peak            | Spacewatch        |
| 374306 | 2005 SL155             | 26 de setembre de 2005 | Catalina             | CSS               |
| 374307 | 2005 SB164             | 27 de setembre de 2005 | Palomar              | NEAT              |
| 374308 | 2005 SX175             | 29 de setembre de 2005 | Kitt Peak            | Spacewatch        |
| 374309 | 2005 SC188             | 29 de setembre de 2005 | Mount Lemmon         | Mt. Lemmon Survey |
| 374310 | 2005 SG198             | 30 de setembre de 2005 | Mount Lemmon         | Mt. Lemmon Survey |
| 374311 | 2005 SP221             | 30 de setembre de 2005 | Mount Lemmon         | Mt. Lemmon Survey |
| 374312 | 2005 SV226             | 30 de setembre de 2005 | Kitt Peak            | Spacewatch        |
| 374313 | 2005 SL229             | 14 de setembre de 2005 | Kitt Peak            | Spacewatch        |
| 374314 | 2005 SC238             | 29 de setembre de 2005 | Kitt Peak            | Spacewatch        |
| 374315 | 2005 SN246             | 30 de setembre de 2005 | Kitt Peak            | Spacewatch        |
| 374316 | 2005 SU259             | 25 de setembre de 2005 | Catalina             | CSS               |
| 374317 | 2005 SJ279             | 30 de setembre de 2005 | Mount Lemmon         | Mt. Lemmon Survey |
| 374318 | 2005 SG286             | 13 de setembre de 2005 | Kitt Peak            | Spacewatch        |
| 374319 | 2005 TO6               | 1 d'octubre de 2005    | Catalina             | CSS               |
| 374320 | 2005 TG7               | 1 d'octubre de 2005    | Catalina             | CSS               |
| 374321 | 2005 TW16              | 1 d'octubre de 2005    | Socorro              | LINEAR            |
| 374322 | 2005 TQ17              | 1 d'octubre de 2005    | Mount Lemmon         | Mt. Lemmon Survey |
| 374323 | 2005 TO38              | 1 d'octubre de 2005    | Mount Lemmon         | Mt. Lemmon Survey |
| 374324 | 2005 TT54              | 2 d'octubre de 2005    | Mount Lemmon         | Mt. Lemmon Survey |
| 374325 | 2005 TL62              | 4 d'octubre de 2005    | Mount Lemmon         | Mt. Lemmon Survey |
| 374326 | 2005 TN64              | 6 d'octubre de 2005    | Mount Lemmon         | Mt. Lemmon Survey |
| 374327 | 2005 TU69              | 6 d'octubre de 2005    | Kitt Peak            | Spacewatch        |
| 374328 | 2005 TV80              | 3 d'octubre de 2005    | Kitt Peak            | Spacewatch        |
| 374329 | 2005 TZ93              | 24 de setembre de 2005 | Kitt Peak            | Spacewatch        |
| 374330 | 2005 TO117             | 7 d'octubre de 2005    | Kitt Peak            | Spacewatch        |
| 374331 | 2005 TH120             | 26 de setembre de 2005 | Kitt Peak            | Spacewatch        |
| 374332 | 2005 TF125             | 7 d'octubre de 2005    | Kitt Peak            | Spacewatch        |
| 374333 | 2005 TJ128             | 7 d'octubre de 2005    | Kitt Peak            | Spacewatch        |
| 374334 | 2005 TJ129             | 7 d'octubre de 2005    | Kitt Peak            | Spacewatch        |
| 374335 | 2005 TT134             | 5 d'octubre de 2005    | Kitt Peak            | Spacewatch        |
| 374336 | 2005 TG171             | 10 d'octubre de 2005   | Anderson Mesa        | LONEOS            |
| 374337 | 2005 TV190             | 7 d'octubre de 2005    | Anderson Mesa        | LONEOS            |
| 374338 | 2005 UZ4               | 25 d'octubre de 2005   | Vallemare Borbon     | V. S. Casulli     |
| 374339 | 2005 UP6               | 28 d'octubre de 2005   | Socorro              | LINEAR            |
| 374340 | 2005 US11              | 22 d'octubre de 2005   | Kitt Peak            | Spacewatch        |
| 374341 | 2005 UW57              | 24 d'octubre de 2005   | Kitt Peak            | Spacewatch        |
| 374342 | 2005 UY61              | 25 d'octubre de 2005   | Mount Lemmon         | Mt. Lemmon Survey |
| 374343 | 2005 UO73              | 23 d'octubre de 2005   | Palomar              | NEAT              |
| 374344 | 2005 UN92              | 22 d'octubre de 2005   | Kitt Peak            | Spacewatch        |
| 374345 | 2005 US93              | 22 d'octubre de 2005   | Kitt Peak            | Spacewatch        |
| 374346 | 2005 UB104             | 22 d'octubre de 2005   | Kitt Peak            | Spacewatch        |
| 374347 | 2005 UF126             | 24 d'octubre de 2005   | Kitt Peak            | Spacewatch        |
| 374348 | 2005 US132             | 24 d'octubre de 2005   | Palomar              | NEAT              |
| 374349 | 2005 UN148             | 26 d'octubre de 2005   | Kitt Peak            | Spacewatch        |
| 374350 | 2005 UH155             | 26 d'octubre de 2005   | Kitt Peak            | Spacewatch        |
| 374351 | 2005 US155             | 26 d'octubre de 2005   | Palomar              | NEAT              |
| 374352 | 2005 UK156             | 31 d'octubre de 2005   | Socorro              | LINEAR            |
| 374353 | 2005 UO156             | 28 d'octubre de 2005   | Junk Bond            | D. Healy          |
| 374354 | 2005 UU158             | 30 d'octubre de 2005   | Nogales              | J.-C. Merlin      |
| 374355 | 2005 UT163             | 24 d'octubre de 2005   | Kitt Peak            | Spacewatch        |
| 374356 | 2005 UT176             | 24 d'octubre de 2005   | Kitt Peak            | Spacewatch        |
| 374357 | 2005 UV181             | 24 d'octubre de 2005   | Kitt Peak            | Spacewatch        |
| 374358 | 2005 UM198             | 25 d'octubre de 2005   | Kitt Peak            | Spacewatch        |
| 374359 | 2005 UL200             | 25 d'octubre de 2005   | Kitt Peak            | Spacewatch        |
| 374360 | 2005 UN212             | 27 d'octubre de 2005   | Kitt Peak            | Spacewatch        |
| 374361 | 2005 US217             | 22 d'octubre de 2005   | Kitt Peak            | Spacewatch        |
| 374362 | 2005 UR232             | 25 d'octubre de 2005   | Mount Lemmon         | Mt. Lemmon Survey |
| 374363 | 2005 UB236             | 25 d'octubre de 2005   | Kitt Peak            | Spacewatch        |
| 374364 | 2005 UB242             | 25 d'octubre de 2005   | Kitt Peak            | Spacewatch        |
| 374365 | 2005 UN292             | 26 d'octubre de 2005   | Kitt Peak            | Spacewatch        |
| 374366 | 2005 UO293             | 26 d'octubre de 2005   | Kitt Peak            | Spacewatch        |
| 374367 | 2005 US295             | 26 d'octubre de 2005   | Kitt Peak            | Spacewatch        |
| 374368 | 2005 UU302             | 26 d'octubre de 2005   | Kitt Peak            | Spacewatch        |
| 374369 | 2005 UE312             | 29 d'octubre de 2005   | Mount Lemmon         | Mt. Lemmon Survey |
| 374370 | 2005 UU322             | 28 d'octubre de 2005   | Catalina             | CSS               |
| 374371 | 2005 UH331             | 29 d'octubre de 2005   | Mount Lemmon         | Mt. Lemmon Survey |
| 374372 | 2005 UV343             | 29 d'octubre de 2005   | Kitt Peak            | Spacewatch        |
| 374373 | 2005 UK361             | 27 d'octubre de 2005   | Kitt Peak            | Spacewatch        |
| 374374 | 2005 UN362             | 27 d'octubre de 2005   | Kitt Peak            | Spacewatch        |
| 374375 | 2005 UY367             | 27 d'octubre de 2005   | Kitt Peak            | Spacewatch        |
| 374376 | 2005 UV382             | 27 d'octubre de 2005   | Kitt Peak            | Spacewatch        |
| 374377 | 2005 UM387             | 30 d'octubre de 2005   | Mount Lemmon         | Mt. Lemmon Survey |
| 374378 | 2005 UM400             | 26 d'octubre de 2005   | Kitt Peak            | Spacewatch        |
| 374379 | 2005 UD405             | 29 d'octubre de 2005   | Mount Lemmon         | Mt. Lemmon Survey |
| 374380 | 2005 UR425             | 28 d'octubre de 2005   | Kitt Peak            | Spacewatch        |
| 374381 | 2005 UQ432             | 28 d'octubre de 2005   | Kitt Peak            | Spacewatch        |
| 374382 | 2005 UA434             | 29 d'octubre de 2005   | Kitt Peak            | Spacewatch        |
| 374383 | 2005 UC448             | 30 d'octubre de 2005   | Socorro              | LINEAR            |
| 374384 | 2005 UG468             | 30 d'octubre de 2005   | Kitt Peak            | Spacewatch        |
| 374385 | 2005 UO476             | 24 d'octubre de 2005   | Kitt Peak            | Spacewatch        |
| 374386 | 2005 UN478             | 27 d'octubre de 2005   | Mount Lemmon         | Mt. Lemmon Survey |
| 374387 | 2005 UG479             | 29 d'octubre de 2005   | Catalina             | CSS               |
| 374388 | 2005 UW481             | 31 d'octubre de 2005   | Palomar              | NEAT              |
| 374389 | 2005 UV520             | 26 d'octubre de 2005   | Apache Point         | A. C. Becker      |
| 374390 | 2005 UQ527             | 25 d'octubre de 2005   | Catalina             | CSS               |
| 374391 | 2005 UU529             | 31 d'octubre de 2005   | Mount Lemmon         | Mt. Lemmon Survey |
| 374392 | 2005 VA3               | 3 de novembre de 2005  | Mount Lemmon         | Mt. Lemmon Survey |
| 374393 | 2005 VW13              | 3 de novembre de 2005  | Catalina             | CSS               |
| 374394 | 2005 VQ14              | 3 de novembre de 2005  | Mount Lemmon         | Mt. Lemmon Survey |
| 374395 | 2005 VE41              | 4 de novembre de 2005  | Mount Lemmon         | Mt. Lemmon Survey |
| 374396 | 2005 VC48              | 5 de novembre de 2005  | Kitt Peak            | Spacewatch        |
| 374397 | 2005 VN58              | 5 de novembre de 2005  | Kitt Peak            | Spacewatch        |
| 374398 | 2005 VE79              | 3 de novembre de 2005  | Mount Lemmon         | Mt. Lemmon Survey |
| 374399 | 2005 VA97              | 5 de novembre de 2005  | Kitt Peak            | Spacewatch        |
| 374400 | 2005 VZ97              | 5 de novembre de 2005  | Catalina             | CSS               |

## 374401-374500
| Nom    | Designació provisional | Data de descobriment   | Lloc de descobriment | Descobridor/s        |
| ------ | ---------------------- | ---------------------- | -------------------- | -------------------- |
| 374401 | 2005 VW105             | 25 d'octubre de 2005   | Kitt Peak            | Spacewatch           |
| 374402 | 2005 VB126             | 1 de novembre de 2005  | Apache Point         | A. C. Becker         |
| 374403 | 2005 VK131             | 22 d'octubre de 2005   | Catalina             | CSS                  |
| 374404 | 2005 WM                | 20 de novembre de 2005 | Wrightwood           | J. W. Young          |
| 374405 | 2005 WL3               | 21 de novembre de 2005 | Anderson Mesa        | LONEOS               |
| 374406 | 2005 WN25              | 21 de novembre de 2005 | Kitt Peak            | Spacewatch           |
| 374407 | 2005 WO26              | 21 de novembre de 2005 | Kitt Peak            | Spacewatch           |
| 374408 | 2005 WW29              | 21 de novembre de 2005 | Kitt Peak            | Spacewatch           |
| 374409 | 2005 WK34              | 21 de novembre de 2005 | Catalina             | CSS                  |
| 374410 | 2005 WM39              | 25 de novembre de 2005 | Mount Lemmon         | Mt. Lemmon Survey    |
| 374411 | 2005 WJ45              | 22 de novembre de 2005 | Kitt Peak            | Spacewatch           |
| 374412 | 2005 WY48              | 25 de novembre de 2005 | Kitt Peak            | Spacewatch           |
| 374413 | 2005 WW49              | 25 de novembre de 2005 | Mount Lemmon         | Mt. Lemmon Survey    |
| 374414 | 2005 WL50              | 25 de novembre de 2005 | Mount Lemmon         | Mt. Lemmon Survey    |
| 374415 | 2005 WJ53              | 25 de novembre de 2005 | Mount Lemmon         | Mt. Lemmon Survey    |
| 374416 | 2005 WN62              | 25 de novembre de 2005 | Catalina             | CSS                  |
| 374417 | 2005 WR62              | 25 de novembre de 2005 | Catalina             | CSS                  |
| 374418 | 2005 WZ66              | 22 de novembre de 2005 | Kitt Peak            | Spacewatch           |
| 374419 | 2005 WB69              | 25 de novembre de 2005 | Mount Lemmon         | Mt. Lemmon Survey    |
| 374420 | 2005 WS69              | 26 de novembre de 2005 | Kitt Peak            | Spacewatch           |
| 374421 | 2005 WG74              | 26 de novembre de 2005 | Catalina             | CSS                  |
| 374422 | 2005 WB85              | 28 de novembre de 2005 | Mount Lemmon         | Mt. Lemmon Survey    |
| 374423 | 2005 WX109             | 30 de novembre de 2005 | Kitt Peak            | Spacewatch           |
| 374424 | 2005 WA111             | 30 de novembre de 2005 | Kitt Peak            | Spacewatch           |
| 374425 | 2005 WK113             | 25 de novembre de 2005 | Catalina             | CSS                  |
| 374426 | 2005 WK116             | 30 de novembre de 2005 | Socorro              | LINEAR               |
| 374427 | 2005 WU116             | 30 de novembre de 2005 | Mount Lemmon         | Mt. Lemmon Survey    |
| 374428 | 2005 WX126             | 25 de novembre de 2005 | Catalina             | CSS                  |
| 374429 | 2005 WA138             | 3 de novembre de 2005  | Kitt Peak            | Spacewatch           |
| 374430 | 2005 WK142             | 29 de novembre de 2005 | Kitt Peak            | Spacewatch           |
| 374431 | 2005 WW150             | 28 de novembre de 2005 | Socorro              | LINEAR               |
| 374432 | 2005 WC155             | 29 de novembre de 2005 | Kitt Peak            | Spacewatch           |
| 374433 | 2005 WV158             | 29 de novembre de 2005 | Mount Lemmon         | Mt. Lemmon Survey    |
| 374434 | 2005 WZ158             | 28 de novembre de 2005 | Palomar              | NEAT                 |
| 374435 | 2005 WM163             | 29 de novembre de 2005 | Mount Lemmon         | Mt. Lemmon Survey    |
| 374436 | 2005 WM165             | 29 de novembre de 2005 | Mount Lemmon         | Mt. Lemmon Survey    |
| 374437 | 2005 WA168             | 30 de novembre de 2005 | Kitt Peak            | Spacewatch           |
| 374438 | 2005 WQ176             | 30 de novembre de 2005 | Kitt Peak            | Spacewatch           |
| 374439 | 2005 WV176             | 30 de novembre de 2005 | Kitt Peak            | Spacewatch           |
| 374440 | 2005 WP177             | 30 de novembre de 2005 | Kitt Peak            | Spacewatch           |
| 374441 | 2005 WG185             | 29 de novembre de 2005 | Socorro              | LINEAR               |
| 374442 | 2005 WT186             | 29 de novembre de 2005 | Kitt Peak            | Spacewatch           |
| 374443 | 2005 WC188             | 30 de novembre de 2005 | Kitt Peak            | Spacewatch           |
| 374444 | 2005 WJ195             | 28 de novembre de 2005 | Socorro              | LINEAR               |
| 374445 | 2005 WW195             | 25 de novembre de 2005 | Mount Lemmon         | Mt. Lemmon Survey    |
| 374446 | 2005 WP207             | 21 de novembre de 2005 | Catalina             | CSS                  |
| 374447 | 2005 WM208             | 28 de novembre de 2005 | Kitt Peak            | Spacewatch           |
| 374448 | 2005 WP211             | 30 de novembre de 2005 | Kitt Peak            | Spacewatch           |
| 374449 | 2005 XD1               | 4 de desembre de 2005  | Catalina             | CSS                  |
| 374450 | 2005 XD2               | 6 de novembre de 2005  | Mount Lemmon         | Mt. Lemmon Survey    |
| 374451 | 2005 XF4               | 1 de desembre de 2005  | Mount Lemmon         | Mt. Lemmon Survey    |
| 374452 | 2005 XP5               | 1 de desembre de 2005  | Anderson Mesa        | LONEOS               |
| 374453 | 2005 XT8               | 1 de desembre de 2005  | Kitt Peak            | Spacewatch           |
| 374454 | 2005 XK14              | 1 de desembre de 2005  | Kitt Peak            | Spacewatch           |
| 374455 | 2005 XM16              | 1 de desembre de 2005  | Mount Lemmon         | Mt. Lemmon Survey    |
| 374456 | 2005 XN26              | 4 de desembre de 2005  | Mount Lemmon         | Mt. Lemmon Survey    |
| 374457 | 2005 XE28              | 1 de desembre de 2005  | Socorro              | LINEAR               |
| 374458 | 2005 XF29              | 2 de desembre de 2005  | Catalina             | CSS                  |
| 374459 | 2005 XA42              | 4 de desembre de 2005  | Kitt Peak            | Spacewatch           |
| 374460 | 2005 XU43              | 2 de desembre de 2005  | Kitt Peak            | Spacewatch           |
| 374461 | 2005 XW49              | 2 de desembre de 2005  | Kitt Peak            | Spacewatch           |
| 374462 | 2005 XJ53              | 4 de desembre de 2005  | Kitt Peak            | Spacewatch           |
| 374463 | 2005 XO54              | 5 de desembre de 2005  | Kitt Peak            | Spacewatch           |
| 374464 | 2005 XN59              | 3 de desembre de 2005  | Kitt Peak            | Spacewatch           |
| 374465 | 2005 XZ63              | 6 de desembre de 2005  | Socorro              | LINEAR               |
| 374466 | 2005 XD71              | 28 de novembre de 2005 | Kitt Peak            | Spacewatch           |
| 374467 | 2005 XO82              | 10 de desembre de 2005 | Kitt Peak            | Spacewatch           |
| 374468 | 2005 XJ83              | 2 de desembre de 2005  | Socorro              | LINEAR               |
| 374469 | 2005 XV83              | 6 de desembre de 2005  | Anderson Mesa        | LONEOS               |
| 374470 | 2005 XN88              | 11 de setembre de 2004 | Kitt Peak            | Spacewatch           |
| 374471 | 2005 YR10              | 21 de desembre de 2005 | Kitt Peak            | Spacewatch           |
| 374472 | 2005 YB16              | 22 de desembre de 2005 | Kitt Peak            | Spacewatch           |
| 374473 | 2005 YK20              | 24 de desembre de 2005 | Kitt Peak            | Spacewatch           |
| 374474 | 2005 YG30              | 21 de desembre de 2005 | Kitt Peak            | Spacewatch           |
| 374475 | 2005 YY31              | 22 de desembre de 2005 | Kitt Peak            | Spacewatch           |
| 374476 | 2005 YX34              | 24 de desembre de 2005 | Kitt Peak            | Spacewatch           |
| 374477 | 2005 YJ39              | 25 de desembre de 2005 | Anderson Mesa        | LONEOS               |
| 374478 | 2005 YB40              | 22 de desembre de 2005 | Kitt Peak            | Spacewatch           |
| 374479 | 2005 YK46              | 25 de desembre de 2005 | Kitt Peak            | Spacewatch           |
| 374480 | 2005 YO46              | 25 de desembre de 2005 | Kitt Peak            | Spacewatch           |
| 374481 | 2005 YG51              | 25 de desembre de 2005 | Mount Lemmon         | Mt. Lemmon Survey    |
| 374482 | 2005 YM55              | 27 de desembre de 2005 | Siding Spring        | Siding Spring Survey |
| 374483 | 2005 YV57              | 24 de desembre de 2005 | Kitt Peak            | Spacewatch           |
| 374484 | 2005 YH59              | 26 de desembre de 2005 | Kitt Peak            | Spacewatch           |
| 374485 | 2005 YO74              | 24 de desembre de 2005 | Kitt Peak            | Spacewatch           |
| 374486 | 2005 YT79              | 24 de desembre de 2005 | Kitt Peak            | Spacewatch           |
| 374487 | 2005 YG90              | 26 de desembre de 2005 | Mount Lemmon         | Mt. Lemmon Survey    |
| 374488 | 2005 YO90              | 26 de desembre de 2005 | Mount Lemmon         | Mt. Lemmon Survey    |
| 374489 | 2005 YJ93              | 27 de desembre de 2005 | Kitt Peak            | Spacewatch           |
| 374490 | 2005 YH95              | 25 de desembre de 2005 | Kitt Peak            | Spacewatch           |
| 374491 | 2005 YM95              | 25 de desembre de 2005 | Kitt Peak            | Spacewatch           |
| 374492 | 2005 YN97              | 24 de desembre de 2005 | Kitt Peak            | Spacewatch           |
| 374493 | 2005 YJ98              | 25 de desembre de 2005 | Kitt Peak            | Spacewatch           |
| 374494 | 2005 YP104             | 25 de desembre de 2005 | Kitt Peak            | Spacewatch           |
| 374495 | 2005 YY112             | 25 de desembre de 2005 | Mount Lemmon         | Mt. Lemmon Survey    |
| 374496 | 2005 YG114             | 25 de desembre de 2005 | Kitt Peak            | Spacewatch           |
| 374497 | 2005 YZ114             | 25 de desembre de 2005 | Kitt Peak            | Spacewatch           |
| 374498 | 2005 YF136             | 26 de desembre de 2005 | Kitt Peak            | Spacewatch           |
| 374499 | 2005 YW153             | 29 de desembre de 2005 | Socorro              | LINEAR               |
| 374500 | 2005 YH154             | 29 de desembre de 2005 | Mount Lemmon         | Mt. Lemmon Survey    |

## 374501-374600
| Nom    | Designació provisional | Data de descobriment   | Lloc de descobriment | Descobridor/s     |
| ------ | ---------------------- | ---------------------- | -------------------- | ----------------- |
| 374501 | 2005 YN154             | 29 de desembre de 2005 | Socorro              | LINEAR            |
| 374502 | 2005 YS164             | 29 de desembre de 2005 | Socorro              | LINEAR            |
| 374503 | 2005 YY170             | 29 de desembre de 2005 | Socorro              | LINEAR            |
| 374504 | 2005 YU174             | 29 de desembre de 2005 | Palomar              | NEAT              |
| 374505 | 2005 YJ188             | 28 de desembre de 2005 | Mount Lemmon         | Mt. Lemmon Survey |
| 374506 | 2005 YJ189             | 29 de desembre de 2005 | Kitt Peak            | Spacewatch        |
| 374507 | 2005 YY195             | 22 de desembre de 2005 | Catalina             | CSS               |
| 374508 | 2005 YD201             | 22 de desembre de 2005 | Kitt Peak            | Spacewatch        |
| 374509 | 2005 YP204             | 25 de desembre de 2005 | Mount Lemmon         | Mt. Lemmon Survey |
| 374510 | 2005 YF205             | 26 de desembre de 2005 | Kitt Peak            | Spacewatch        |
| 374511 | 2005 YG205             | 26 de desembre de 2005 | Kitt Peak            | Spacewatch        |
| 374512 | 2005 YU217             | 31 de desembre de 2005 | Kitt Peak            | Spacewatch        |
| 374513 | 2005 YX236             | 28 de desembre de 2005 | Kitt Peak            | Spacewatch        |
| 374514 | 2005 YH237             | 28 de desembre de 2005 | Kitt Peak            | Spacewatch        |
| 374515 | 2005 YM245             | 30 de desembre de 2005 | Mount Lemmon         | Mt. Lemmon Survey |
| 374516 | 2005 YH251             | 28 de desembre de 2005 | Kitt Peak            | Spacewatch        |
| 374517 | 2005 YC265             | 25 de desembre de 2005 | Kitt Peak            | Spacewatch        |
| 374518 | 2005 YG268             | 25 de desembre de 2005 | Mount Lemmon         | Mt. Lemmon Survey |
| 374519 | 2005 YO269             | 25 de desembre de 2005 | Mount Lemmon         | Mt. Lemmon Survey |
| 374520 | 2005 YC292             | 28 de desembre de 2005 | Kitt Peak            | Spacewatch        |
| 374521 | 2006 AE10              | 4 de gener de 2006     | Kitt Peak            | Spacewatch        |
| 374522 | 2006 AV13              | 5 de gener de 2006     | Mount Lemmon         | Mt. Lemmon Survey |
| 374523 | 2006 AN14              | 5 de gener de 2006     | Mount Lemmon         | Mt. Lemmon Survey |
| 374524 | 2006 AM15              | 5 de gener de 2006     | Mount Lemmon         | Mt. Lemmon Survey |
| 374525 | 2006 AM32              | 5 de gener de 2006     | Catalina             | CSS               |
| 374526 | 2006 AY41              | 5 de gener de 2006     | Kitt Peak            | Spacewatch        |
| 374527 | 2006 AJ47              | 25 de desembre de 2005 | Kitt Peak            | Spacewatch        |
| 374528 | 2006 AO53              | 5 de gener de 2006     | Kitt Peak            | Spacewatch        |
| 374529 | 2006 AZ53              | 5 de gener de 2006     | Kitt Peak            | Spacewatch        |
| 374530 | 2006 AV57              | 8 de gener de 2006     | Mount Lemmon         | Mt. Lemmon Survey |
| 374531 | 2006 AS65              | 8 de gener de 2006     | Mount Lemmon         | Mt. Lemmon Survey |
| 374532 | 2006 AF73              | 8 de gener de 2006     | Catalina             | CSS               |
| 374533 | 2006 AB75              | 2 de gener de 2006     | Mount Lemmon         | Mt. Lemmon Survey |
| 374534 | 2006 AR84              | 6 de gener de 2006     | Anderson Mesa        | LONEOS            |
| 374535 | 2006 AL104             | 24 d'octubre de 2005   | Mauna Kea            | A. Boattini       |
| 374536 | 2006 AW104             | 7 de gener de 2006     | Mount Lemmon         | Mt. Lemmon Survey |
| 374537 | 2006 BM9               | 22 de gener de 2006    | Anderson Mesa        | LONEOS            |
| 374538 | 2006 BG39              | 24 de gener de 2006    | Nyukasa              | Nyukasa           |
| 374539 | 2006 BS56              | 22 de gener de 2006    | Mount Lemmon         | Mt. Lemmon Survey |
| 374540 | 2006 BZ61              | 22 de gener de 2006    | Anderson Mesa        | LONEOS            |
| 374541 | 2006 BV66              | 23 de gener de 2006    | Kitt Peak            | Spacewatch        |
| 374542 | 2006 BS69              | 23 de gener de 2006    | Kitt Peak            | Spacewatch        |
| 374543 | 2006 BR81              | 23 de gener de 2006    | Kitt Peak            | Spacewatch        |
| 374544 | 2006 BE82              | 23 de gener de 2006    | Kitt Peak            | Spacewatch        |
| 374545 | 2006 BA83              | 24 de gener de 2006    | Socorro              | LINEAR            |
| 374546 | 2006 BL90              | 25 de gener de 2006    | Kitt Peak            | Spacewatch        |
| 374547 | 2006 BZ93              | 26 de gener de 2006    | Kitt Peak            | Spacewatch        |
| 374548 | 2006 BQ96              | 26 de gener de 2006    | Kitt Peak            | Spacewatch        |
| 374549 | 2006 BF109             | 25 de gener de 2006    | Kitt Peak            | Spacewatch        |
| 374550 | 2006 BT110             | 25 de gener de 2006    | Kitt Peak            | Spacewatch        |
| 374551 | 2006 BO121             | 26 de gener de 2006    | Mount Lemmon         | Mt. Lemmon Survey |
| 374552 | 2006 BO126             | 26 de gener de 2006    | Kitt Peak            | Spacewatch        |
| 374553 | 2006 BG127             | 26 de gener de 2006    | Kitt Peak            | Spacewatch        |
| 374554 | 2006 BZ127             | 26 de gener de 2006    | Kitt Peak            | Spacewatch        |
| 374555 | 2006 BE130             | 26 de gener de 2006    | Kitt Peak            | Spacewatch        |
| 374556 | 2006 BF136             | 28 de gener de 2006    | Kitt Peak            | Spacewatch        |
| 374557 | 2006 BU146             | 28 de gener de 2006    | Bergisch Gladbac     | W. Bickel         |
| 374558 | 2006 BK151             | 25 de gener de 2006    | Kitt Peak            | Spacewatch        |
| 374559 | 2006 BN183             | 27 de gener de 2006    | Anderson Mesa        | LONEOS            |
| 374560 | 2006 BH189             | 28 de gener de 2006    | Kitt Peak            | Spacewatch        |
| 374561 | 2006 BJ192             | 30 de gener de 2006    | Kitt Peak            | Spacewatch        |
| 374562 | 2006 BH214             | 23 de gener de 2006    | Catalina             | CSS               |
| 374563 | 2006 BM222             | 23 de gener de 2006    | Mount Lemmon         | Mt. Lemmon Survey |
| 374564 | 2006 BD226             | 30 de gener de 2006    | Kitt Peak            | Spacewatch        |
| 374565 | 2006 BN226             | 23 de gener de 2006    | Mount Lemmon         | Mt. Lemmon Survey |
| 374566 | 2006 BG230             | 23 de gener de 2006    | Kitt Peak            | Spacewatch        |
| 374567 | 2006 BY231             | 31 de gener de 2006    | Kitt Peak            | Spacewatch        |
| 374568 | 2006 BU239             | 31 de gener de 2006    | Kitt Peak            | Spacewatch        |
| 374569 | 2006 BH250             | 31 de gener de 2006    | Kitt Peak            | Spacewatch        |
| 374570 | 2006 BN254             | 31 de gener de 2006    | Kitt Peak            | Spacewatch        |
| 374571 | 2006 BC277             | 30 de gener de 2006    | Kitt Peak            | Spacewatch        |
| 374572 | 2006 BD278             | 26 de gener de 2006    | Kitt Peak            | Spacewatch        |
| 374573 | 2006 BR280             | 31 de gener de 2006    | Kitt Peak            | Spacewatch        |
| 374574 | 2006 BT280             | 23 de gener de 2006    | Kitt Peak            | Spacewatch        |
| 374575 | 2006 CE10              | 6 de febrer de 2006    | Socorro              | LINEAR            |
| 374576 | 2006 CD25              | 2 de febrer de 2006    | Kitt Peak            | Spacewatch        |
| 374577 | 2006 CM26              | 2 de febrer de 2006    | Mount Lemmon         | Mt. Lemmon Survey |
| 374578 | 2006 CF40              | 2 de febrer de 2006    | Mount Lemmon         | Mt. Lemmon Survey |
| 374579 | 2006 CM41              | 2 de febrer de 2006    | Kitt Peak            | Spacewatch        |
| 374580 | 2006 CJ52              | 4 de febrer de 2006    | Kitt Peak            | Spacewatch        |
| 374581 | 2006 CP61              | 28 d'octubre de 2005   | Mount Lemmon         | Mt. Lemmon Survey |
| 374582 | 2006 DK11              | 21 de febrer de 2006   | Catalina             | CSS               |
| 374583 | 2006 DH23              | 31 de gener de 2006    | Kitt Peak            | Spacewatch        |
| 374584 | 2006 DQ23              | 2 de febrer de 2006    | Mount Lemmon         | Mt. Lemmon Survey |
| 374585 | 2006 DY27              | 20 de febrer de 2006   | Kitt Peak            | Spacewatch        |
| 374586 | 2006 DK47              | 21 de febrer de 2006   | Mount Lemmon         | Mt. Lemmon Survey |
| 374587 | 2006 DW50              | 23 de febrer de 2006   | Kitt Peak            | Spacewatch        |
| 374588 | 2006 DY54              | 24 de febrer de 2006   | Kitt Peak            | Spacewatch        |
| 374589 | 2006 DM57              | 24 de febrer de 2006   | Mount Lemmon         | Mt. Lemmon Survey |
| 374590 | 2006 DX76              | 24 de febrer de 2006   | Kitt Peak            | Spacewatch        |
| 374591 | 2006 DE77              | 24 de febrer de 2006   | Kitt Peak            | Spacewatch        |
| 374592 | 2006 DD80              | 24 de febrer de 2006   | Kitt Peak            | Spacewatch        |
| 374593 | 2006 DS84              | 24 de febrer de 2006   | Kitt Peak            | Spacewatch        |
| 374594 | 2006 DZ86              | 24 de febrer de 2006   | Kitt Peak            | Spacewatch        |
| 374595 | 2006 DO90              | 24 de febrer de 2006   | Kitt Peak            | Spacewatch        |
| 374596 | 2006 DY94              | 24 de febrer de 2006   | Kitt Peak            | Spacewatch        |
| 374597 | 2006 DL95              | 24 de febrer de 2006   | Kitt Peak            | Spacewatch        |
| 374598 | 2006 DN105             | 25 de febrer de 2006   | Mount Lemmon         | Mt. Lemmon Survey |
| 374599 | 2006 DR106             | 25 de febrer de 2006   | Mount Lemmon         | Mt. Lemmon Survey |
| 374600 | 2006 DM110             | 25 de febrer de 2006   | Kitt Peak            | Spacewatch        |

## 374601-374700
| Nom    | Designació provisional | Data de descobriment   | Lloc de descobriment | Descobridor/s     |
| ------ | ---------------------- | ---------------------- | -------------------- | ----------------- |
| 374601 | 2006 DH115             | 27 de febrer de 2006   | Kitt Peak            | Spacewatch        |
| 374602 | 2006 DW124             | 24 de febrer de 2006   | Catalina             | CSS               |
| 374603 | 2006 DN126             | 1 de febrer de 2006    | Mount Lemmon         | Mt. Lemmon Survey |
| 374604 | 2006 DP131             | 25 de febrer de 2006   | Kitt Peak            | Spacewatch        |
| 374605 | 2006 DK133             | 1 de febrer de 2006    | Kitt Peak            | Spacewatch        |
| 374606 | 2006 DS136             | 25 de febrer de 2006   | Kitt Peak            | Spacewatch        |
| 374607 | 2006 DS144             | 25 de febrer de 2006   | Mount Lemmon         | Mt. Lemmon Survey |
| 374608 | 2006 DT149             | 25 de febrer de 2006   | Kitt Peak            | Spacewatch        |
| 374609 | 2006 DH150             | 25 de febrer de 2006   | Kitt Peak            | Spacewatch        |
| 374610 | 2006 DD164             | 27 de febrer de 2006   | Mount Lemmon         | Mt. Lemmon Survey |
| 374611 | 2006 DB169             | 27 de febrer de 2006   | Kitt Peak            | Spacewatch        |
| 374612 | 2006 DU212             | 24 de febrer de 2006   | Kitt Peak            | Spacewatch        |
| 374613 | 2006 DQ216             | 21 de febrer de 2006   | Mount Lemmon         | Mt. Lemmon Survey |
| 374614 | 2006 EN22              | 3 de març de 2006      | Kitt Peak            | Spacewatch        |
| 374615 | 2006 ED23              | 3 de març de 2006      | Kitt Peak            | Spacewatch        |
| 374616 | 2006 EB32              | 3 de març de 2006      | Kitt Peak            | Spacewatch        |
| 374617 | 2006 EK35              | 3 de març de 2006      | Kitt Peak            | Spacewatch        |
| 374618 | 2006 EG45              | 4 de març de 2006      | Kitt Peak            | Spacewatch        |
| 374619 | 2006 EG53              | 9 de març de 2006      | Catalina             | CSS               |
| 374620 | 2006 EO56              | 5 de març de 2006      | Kitt Peak            | Spacewatch        |
| 374621 | 2006 FB4               | 23 de març de 2006     | Kitt Peak            | Spacewatch        |
| 374622 | 2006 FK6               | 23 de març de 2006     | Catalina             | CSS               |
| 374623 | 2006 FR10              | 21 de març de 2006     | Mount Lemmon         | Mt. Lemmon Survey |
| 374624 | 2006 FG16              | 27 de febrer de 2006   | Kitt Peak            | Spacewatch        |
| 374625 | 2006 FS21              | 24 de març de 2006     | Mount Lemmon         | Mt. Lemmon Survey |
| 374626 | 2006 GL12              | 2 d'abril de 2006      | Kitt Peak            | Spacewatch        |
| 374627 | 2006 GF45              | 7 d'abril de 2006      | Mount Lemmon         | Mt. Lemmon Survey |
| 374628 | 2006 HU3               | 18 d'abril de 2006     | Kitt Peak            | Spacewatch        |
| 374629 | 2006 HV15              | 20 d'abril de 2006     | Kitt Peak            | Spacewatch        |
| 374630 | 2006 HH26              | 20 d'abril de 2006     | Kitt Peak            | Spacewatch        |
| 374631 | 2006 HB35              | 19 d'abril de 2006     | Mount Lemmon         | Mt. Lemmon Survey |
| 374632 | 2006 HB42              | 21 d'abril de 2006     | Kitt Peak            | Spacewatch        |
| 374633 | 2006 HW44              | 25 d'abril de 2006     | Kitt Peak            | Spacewatch        |
| 374634 | 2006 HB51              | 23 de març de 2006     | Mount Lemmon         | Mt. Lemmon Survey |
| 374635 | 2006 HY62              | 24 d'abril de 2006     | Kitt Peak            | Spacewatch        |
| 374636 | 2006 HE63              | 8 d'abril de 2006      | Kitt Peak            | Spacewatch        |
| 374637 | 2006 HV65              | 24 d'abril de 2006     | Kitt Peak            | Spacewatch        |
| 374638 | 2006 HU68              | 27 de febrer de 2006   | Mount Lemmon         | Mt. Lemmon Survey |
| 374639 | 2006 HO72              | 25 d'abril de 2006     | Kitt Peak            | Spacewatch        |
| 374640 | 2006 HS82              | 26 d'abril de 2006     | Kitt Peak            | Spacewatch        |
| 374641 | 2006 HZ85              | 27 d'abril de 2006     | Kitt Peak            | Spacewatch        |
| 374642 | 2006 HX93              | 29 d'abril de 2006     | Kitt Peak            | Spacewatch        |
| 374643 | 2006 HP107             | 30 d'abril de 2006     | Kitt Peak            | Spacewatch        |
| 374644 | 2006 HC121             | 30 d'abril de 2006     | Kitt Peak            | Spacewatch        |
| 374645 | 2006 HL136             | 26 d'abril de 2006     | Cerro Tololo         | M. W. Buie        |
| 374646 | 2006 HR153             | 21 d'abril de 2006     | Kitt Peak            | Spacewatch        |
| 374647 | 2006 JU11              | 1 de maig de 2006      | Kitt Peak            | Spacewatch        |
| 374648 | 2006 JA22              | 24 d'abril de 2006     | Kitt Peak            | Spacewatch        |
| 374649 | 2006 JS26              | 5 de maig de 2006      | Reedy Creek          | J. Broughton      |
| 374650 | 2006 JO29              | 3 de maig de 2006      | Kitt Peak            | Spacewatch        |
| 374651 | 2006 JC34              | 4 de maig de 2006      | Kitt Peak            | Spacewatch        |
| 374652 | 2006 JZ48              | 14 de maig de 2006     | Palomar              | NEAT              |
| 374653 | 2006 JR62              | 1 de maig de 2006      | Kitt Peak            | M. W. Buie        |
| 374654 | 2006 JD72              | 21 d'abril de 2006     | Mount Lemmon         | Mt. Lemmon Survey |
| 374655 | 2006 JZ80              | 7 de maig de 2006      | Mount Lemmon         | Mt. Lemmon Survey |
| 374656 | 2006 KH9               | 19 de maig de 2006     | Mount Lemmon         | Mt. Lemmon Survey |
| 374657 | 2006 KR17              | 21 de maig de 2006     | Kitt Peak            | Spacewatch        |
| 374658 | 2006 KM18              | 21 de maig de 2006     | Kitt Peak            | Spacewatch        |
| 374659 | 2006 KW21              | 19 de maig de 2006     | Mount Lemmon         | Mt. Lemmon Survey |
| 374660 | 2006 KT36              | 21 de maig de 2006     | Kitt Peak            | Spacewatch        |
| 374661 | 2006 KK37              | 22 de maig de 2006     | Kitt Peak            | Spacewatch        |
| 374662 | 2006 KN51              | 21 de maig de 2006     | Kitt Peak            | Spacewatch        |
| 374663 | 2006 KX51              | 21 de maig de 2006     | Kitt Peak            | Spacewatch        |
| 374664 | 2006 KP58              | 22 de maig de 2006     | Kitt Peak            | Spacewatch        |
| 374665 | 2006 KN60              | 22 de maig de 2006     | Kitt Peak            | Spacewatch        |
| 374666 | 2006 KH66              | 24 de maig de 2006     | Mount Lemmon         | Mt. Lemmon Survey |
| 374667 | 2006 KX71              | 22 de maig de 2006     | Kitt Peak            | Spacewatch        |
| 374668 | 2006 KV88              | 26 de maig de 2006     | Kitt Peak            | Spacewatch        |
| 374669 | 2006 KD112             | 31 de maig de 2006     | Mount Lemmon         | Mt. Lemmon Survey |
| 374670 | 2006 KF112             | 31 de maig de 2006     | Mount Lemmon         | Mt. Lemmon Survey |
| 374671 | 2006 KC114             | 25 de febrer de 2006   | Mount Lemmon         | Mt. Lemmon Survey |
| 374672 | 2006 KO118             | 28 de maig de 2006     | Kitt Peak            | Spacewatch        |
| 374673 | 2006 MV11              | 9 de maig de 2006      | Mount Lemmon         | Mt. Lemmon Survey |
| 374674 | 2006 PA15              | 15 d'agost de 2006     | Palomar              | NEAT              |
| 374675 | 2006 PB17              | 15 d'agost de 2006     | Palomar              | NEAT              |
| 374676 | 2006 QD                | 17 d'agost de 2006     | Hibiscus             | S. F. Hoenig      |
| 374677 | 2006 QE18              | 17 d'agost de 2006     | Palomar              | NEAT              |
| 374678 | 2006 QC27              | 19 d'agost de 2006     | Kitt Peak            | Spacewatch        |
| 374679 | 2006 QF43              | 18 d'agost de 2006     | Kitt Peak            | Spacewatch        |
| 374680 | 2006 QL44              | 19 d'agost de 2006     | Anderson Mesa        | LONEOS            |
| 374681 | 2006 QC50              | 22 d'agost de 2006     | Palomar              | NEAT              |
| 374682 | 2006 QR50              | 22 d'agost de 2006     | Palomar              | NEAT              |
| 374683 | 2006 QM57              | 27 d'agost de 2006     | Schiaparelli         | Schiaparelli      |
| 374684 | 2006 QD64              | 25 d'agost de 2006     | Socorro              | LINEAR            |
| 374685 | 2006 QK70              | 4 de febrer de 2005    | Mount Lemmon         | Mt. Lemmon Survey |
| 374686 | 2006 QY111             | 22 d'agost de 2006     | Palomar              | NEAT              |
| 374687 | 2006 QN116             | 27 d'agost de 2006     | Anderson Mesa        | LONEOS            |
| 374688 | 2006 QP121             | 29 d'agost de 2006     | Catalina             | CSS               |
| 374689 | 2006 QX121             | 29 d'agost de 2006     | Catalina             | CSS               |
| 374690 | 2006 QM138             | 16 d'agost de 2006     | Palomar              | NEAT              |
| 374691 | 2006 QM184             | 18 d'agost de 2006     | Kitt Peak            | Spacewatch        |
| 374692 | 2006 QK185             | 28 d'agost de 2006     | Kitt Peak            | Spacewatch        |
| 374693 | 2006 RB4               | 12 de setembre de 2006 | Catalina             | CSS               |
| 374694 | 2006 RL5               | 21 d'octubre de 2003   | Kitt Peak            | Spacewatch        |
| 374695 | 2006 RK17              | 14 de setembre de 2006 | Palomar              | NEAT              |
| 374696 | 2006 RZ20              | 15 de setembre de 2006 | Kitt Peak            | Spacewatch        |
| 374697 | 2006 RP37              | 12 de setembre de 2006 | Catalina             | CSS               |
| 374698 | 2006 RT47              | 14 de setembre de 2006 | Kitt Peak            | Spacewatch        |
| 374699 | 2006 RL48              | 14 de setembre de 2006 | Kitt Peak            | Spacewatch        |
| 374700 | 2006 RM49              | 21 de juliol de 2006   | Mount Lemmon         | Mt. Lemmon Survey |

## 374701-374800
| Nom           | Designació provisional | Data de descobriment   | Lloc de descobriment | Descobridor/s     |
| ------------- | ---------------------- | ---------------------- | -------------------- | ----------------- |
| 374701        | 2006 RR59              | 15 de setembre de 2006 | Kitt Peak            | Spacewatch        |
| 374702        | 2006 RJ62              | 12 de setembre de 2006 | Catalina             | CSS               |
| 374703        | 2006 RD66              | 14 de setembre de 2006 | Palomar              | NEAT              |
| 374704        | 2006 RF68              | 15 de setembre de 2006 | Kitt Peak            | Spacewatch        |
| 374705        | 2006 RZ84              | 15 de setembre de 2006 | Kitt Peak            | Spacewatch        |
| 374706        | 2006 RK92              | 14 de setembre de 2006 | Kitt Peak            | Spacewatch        |
| 374707        | 2006 RQ92              | 15 de setembre de 2006 | Kitt Peak            | Spacewatch        |
| 374708        | 2006 RU100             | 14 de setembre de 2006 | Catalina             | CSS               |
| 374709        | 2006 RA102             | 14 de setembre de 2006 | Kitt Peak            | Spacewatch        |
| (374710) ʻOʻo | 2006 RJ110             | 14 de setembre de 2006 | Mauna Kea            | J. Masiero        |
| 374711        | 2006 SQ11              | 16 de setembre de 2006 | Socorro              | LINEAR            |
| 374712        | 2006 SR13              | 17 de setembre de 2006 | Kitt Peak            | Spacewatch        |
| 374713        | 2006 SR15              | 21 de juliol de 2006   | Mount Lemmon         | Mt. Lemmon Survey |
| 374714        | 2006 SJ17              | 17 de setembre de 2006 | Kitt Peak            | Spacewatch        |
| 374715        | 2006 SH20              | 19 de setembre de 2006 | Uccle                | T. Pauwels        |
| 374716        | 2006 SB23              | 17 de setembre de 2006 | Anderson Mesa        | LONEOS            |
| 374717        | 2006 SU24              | 16 de setembre de 2006 | Catalina             | CSS               |
| 374718        | 2006 SS25              | 28 d'agost de 2006     | Catalina             | CSS               |
| 374719        | 2006 SB26              | 16 de setembre de 2006 | Catalina             | CSS               |
| 374720        | 2006 SL26              | 16 de setembre de 2006 | Catalina             | CSS               |
| 374721        | 2006 SQ27              | 16 de setembre de 2006 | Palomar              | NEAT              |
| 374722        | 2006 SY35              | 17 de setembre de 2006 | Anderson Mesa        | LONEOS            |
| 374723        | 2006 SJ43              | 16 de setembre de 2006 | Kitt Peak            | Spacewatch        |
| 374724        | 2006 SX49              | 20 de setembre de 2006 | La Sagra             | OAM               |
| 374725        | 2006 SV52              | 19 de setembre de 2006 | Anderson Mesa        | LONEOS            |
| 374726        | 2006 SU61              | 17 de setembre de 2006 | Kitt Peak            | Spacewatch        |
| 374727        | 2006 SO65              | 18 de setembre de 2006 | Anderson Mesa        | LONEOS            |
| 374728        | 2006 SN69              | 22 de juliol de 2006   | Mount Lemmon         | Mt. Lemmon Survey |
| 374729        | 2006 SC71              | 19 de setembre de 2006 | Kitt Peak            | Spacewatch        |
| 374730        | 2006 SO73              | 19 de setembre de 2006 | Kitt Peak            | Spacewatch        |
| 374731        | 2006 SG80              | 17 de setembre de 2006 | Catalina             | CSS               |
| 374732        | 2006 SW87              | 18 de setembre de 2006 | Kitt Peak            | Spacewatch        |
| 374733        | 2006 SD88              | 18 de setembre de 2006 | Kitt Peak            | Spacewatch        |
| 374734        | 2006 SF90              | 18 de setembre de 2006 | Kitt Peak            | Spacewatch        |
| 374735        | 2006 SM96              | 18 de setembre de 2006 | Kitt Peak            | Spacewatch        |
| 374736        | 2006 SW102             | 19 de setembre de 2006 | Kitt Peak            | Spacewatch        |
| 374737        | 2006 SC106             | 19 de setembre de 2006 | Kitt Peak            | Spacewatch        |
| 374738        | 2006 SQ111             | 29 d'agost de 2006     | Catalina             | CSS               |
| 374739        | 2006 SX116             | 24 de setembre de 2006 | Kitt Peak            | Spacewatch        |
| 374740        | 2006 SN129             | 18 de setembre de 2006 | Anderson Mesa        | LONEOS            |
| 374741        | 2006 SH130             | 20 de setembre de 2006 | Anderson Mesa        | LONEOS            |
| 374742        | 2006 ST145             | 19 de setembre de 2006 | Kitt Peak            | Spacewatch        |
| 374743        | 2006 SJ149             | 19 de setembre de 2006 | Kitt Peak            | Spacewatch        |
| 374744        | 2006 SP159             | 23 de setembre de 2006 | Kitt Peak            | Spacewatch        |
| 374745        | 2006 SH167             | 25 de setembre de 2006 | Kitt Peak            | Spacewatch        |
| 374746        | 2006 SV176             | 25 de setembre de 2006 | Kitt Peak            | Spacewatch        |
| 374747        | 2006 SR179             | 25 de setembre de 2006 | Kitt Peak            | Spacewatch        |
| 374748        | 2006 SA181             | 25 de setembre de 2006 | Mount Lemmon         | Mt. Lemmon Survey |
| 374749        | 2006 SY187             | 26 de setembre de 2006 | Kitt Peak            | Spacewatch        |
| 374750        | 2006 SP196             | 26 de setembre de 2006 | Kitt Peak            | Spacewatch        |
| 374751        | 2006 SQ204             | 25 de setembre de 2006 | Kitt Peak            | Spacewatch        |
| 374752        | 2006 SZ207             | 26 de setembre de 2006 | Kitt Peak            | Spacewatch        |
| 374753        | 2006 SW226             | 26 de setembre de 2006 | Kitt Peak            | Spacewatch        |
| 374754        | 2006 SG233             | 26 de setembre de 2006 | Kitt Peak            | Spacewatch        |
| 374755        | 2006 ST233             | 26 de setembre de 2006 | Kitt Peak            | Spacewatch        |
| 374756        | 2006 SK237             | 26 de setembre de 2006 | Mount Lemmon         | Mt. Lemmon Survey |
| 374757        | 2006 SS241             | 19 d'agost de 2006     | Kitt Peak            | Spacewatch        |
| 374758        | 2006 SW251             | 26 de setembre de 2006 | Kitt Peak            | Spacewatch        |
| 374759        | 2006 SK257             | 26 de setembre de 2006 | Kitt Peak            | Spacewatch        |
| 374760        | 2006 SZ259             | 26 de setembre de 2006 | Kitt Peak            | Spacewatch        |
| 374761        | 2006 SV260             | 18 de setembre de 2006 | Catalina             | CSS               |
| 374762        | 2006 SH275             | 27 de setembre de 2006 | Mount Lemmon         | Mt. Lemmon Survey |
| 374763        | 2006 SW278             | 28 de setembre de 2006 | Kitt Peak            | Spacewatch        |
| 374764        | 2006 SH282             | 25 de setembre de 2006 | Anderson Mesa        | LONEOS            |
| 374765        | 2006 SA283             | 27 d'agost de 2006     | Kitt Peak            | Spacewatch        |
| 374766        | 2006 SB283             | 29 d'agost de 2006     | Kitt Peak            | Spacewatch        |
| 374767        | 2006 SP285             | 21 de juliol de 2006   | Mount Lemmon         | Mt. Lemmon Survey |
| 374768        | 2006 ST292             | 25 de setembre de 2006 | Kitt Peak            | Spacewatch        |
| 374769        | 2006 ST321             | 27 de setembre de 2006 | Kitt Peak            | Spacewatch        |
| 374770        | 2006 SL336             | 28 de setembre de 2006 | Kitt Peak            | Spacewatch        |
| 374771        | 2006 SO347             | 28 de setembre de 2006 | Kitt Peak            | Spacewatch        |
| 374772        | 2006 SA350             | 18 de setembre de 2006 | Kitt Peak            | Spacewatch        |
| 374773        | 2006 SM352             | 19 de setembre de 2006 | Catalina             | CSS               |
| 374774        | 2006 SF356             | 30 de setembre de 2006 | Catalina             | CSS               |
| 374775        | 2006 SB365             | 30 de setembre de 2006 | Catalina             | CSS               |
| 374776        | 2006 SA403             | 26 de setembre de 2006 | Mount Lemmon         | Mt. Lemmon Survey |
| 374777        | 2006 TZ1               | 1 d'octubre de 2006    | Kitt Peak            | Spacewatch        |
| 374778        | 2006 TC2               | 1 d'octubre de 2006    | Kitt Peak            | Spacewatch        |
| 374779        | 2006 TC10              | 3 d'octubre de 2006    | Mount Lemmon         | Mt. Lemmon Survey |
| 374780        | 2006 TY10              | 15 d'octubre de 2006   | Farra d'Isonzo       | Farra d'Isonzo    |
| 374781        | 2006 TJ13              | 10 d'octubre de 2006   | Palomar              | NEAT              |
| 374782        | 2006 TS15              | 15 de setembre de 2006 | Kitt Peak            | Spacewatch        |
| 374783        | 2006 TM26              | 12 d'octubre de 2006   | Kitt Peak            | Spacewatch        |
| 374784        | 2006 TN28              | 12 d'octubre de 2006   | Kitt Peak            | Spacewatch        |
| 374785        | 2006 TS28              | 12 d'octubre de 2006   | Kitt Peak            | Spacewatch        |
| 374786        | 2006 TT34              | 27 de setembre de 2006 | Mount Lemmon         | Mt. Lemmon Survey |
| 374787        | 2006 TJ38              | 12 d'octubre de 2006   | Kitt Peak            | Spacewatch        |
| 374788        | 2006 TA40              | 12 d'octubre de 2006   | Kitt Peak            | Spacewatch        |
| 374789        | 2006 TD53              | 28 de setembre de 2006 | Mount Lemmon         | Mt. Lemmon Survey |
| 374790        | 2006 TC58              | 15 d'octubre de 2006   | Catalina             | CSS               |
| 374791        | 2006 TC63              | 17 de setembre de 2006 | Kitt Peak            | Spacewatch        |
| 374792        | 2006 TE66              | 18 de setembre de 2006 | Catalina             | CSS               |
| 374793        | 2006 TM73              | 2 d'octubre de 2006    | Mount Lemmon         | Mt. Lemmon Survey |
| 374794        | 2006 TK76              | 11 d'octubre de 2006   | Palomar              | NEAT              |
| 374795        | 2006 TV77              | 12 d'octubre de 2006   | Kitt Peak            | Spacewatch        |
| 374796        | 2006 TD79              | 12 d'octubre de 2006   | Kitt Peak            | Spacewatch        |
| 374797        | 2006 TA98              | 15 d'octubre de 2006   | Kitt Peak            | Spacewatch        |
| 374798        | 2006 TZ103             | 15 d'octubre de 2006   | Kitt Peak            | Spacewatch        |
| 374799        | 2006 TT109             | 11 d'octubre de 2006   | Palomar              | NEAT              |
| 374800        | 2006 TR126             | 2 d'octubre de 2006    | Mount Lemmon         | Mt. Lemmon Survey |

## 374801-374900
| Nom    | Designació provisional | Data de descobriment   | Lloc de descobriment | Descobridor/s     |
| ------ | ---------------------- | ---------------------- | -------------------- | ----------------- |
| 374801 | 2006 UP7               | 3 d'octubre de 2006    | Mount Lemmon         | Mt. Lemmon Survey |
| 374802 | 2006 UP11              | 17 d'octubre de 2006   | Mount Lemmon         | Mt. Lemmon Survey |
| 374803 | 2006 UL17              | 19 d'octubre de 2006   | Kanab                | E. Sheridan       |
| 374804 | 2006 UT28              | 16 d'octubre de 2006   | Kitt Peak            | Spacewatch        |
| 374805 | 2006 UF33              | 16 d'octubre de 2006   | Kitt Peak            | Spacewatch        |
| 374806 | 2006 UP35              | 30 de setembre de 2006 | Mount Lemmon         | Mt. Lemmon Survey |
| 374807 | 2006 UB39              | 16 d'octubre de 2006   | Kitt Peak            | Spacewatch        |
| 374808 | 2006 UW42              | 16 d'octubre de 2006   | Kitt Peak            | Spacewatch        |
| 374809 | 2006 UU43              | 16 d'octubre de 2006   | Kitt Peak            | Spacewatch        |
| 374810 | 2006 UY65              | 16 d'octubre de 2006   | Catalina             | CSS               |
| 374811 | 2006 UM67              | 16 d'octubre de 2006   | Catalina             | CSS               |
| 374812 | 2006 UK68              | 16 d'octubre de 2006   | Catalina             | CSS               |
| 374813 | 2006 UA78              | 17 d'octubre de 2006   | Kitt Peak            | Spacewatch        |
| 374814 | 2006 UP81              | 17 d'octubre de 2006   | Mount Lemmon         | Mt. Lemmon Survey |
| 374815 | 2006 US88              | 30 de setembre de 2006 | Mount Lemmon         | Mt. Lemmon Survey |
| 374816 | 2006 UW109             | 19 d'octubre de 2006   | Kitt Peak            | Spacewatch        |
| 374817 | 2006 UT119             | 30 de setembre de 2006 | Mount Lemmon         | Mt. Lemmon Survey |
| 374818 | 2006 UL120             | 19 d'octubre de 2006   | Kitt Peak            | Spacewatch        |
| 374819 | 2006 UT124             | 19 d'octubre de 2006   | Mount Lemmon         | Mt. Lemmon Survey |
| 374820 | 2006 US130             | 19 d'octubre de 2006   | Kitt Peak            | Spacewatch        |
| 374821 | 2006 UJ168             | 21 d'octubre de 2006   | Mount Lemmon         | Mt. Lemmon Survey |
| 374822 | 2006 UR170             | 3 d'octubre de 2006    | Mount Lemmon         | Mt. Lemmon Survey |
| 374823 | 2006 UU173             | 22 d'octubre de 2006   | Mount Lemmon         | Mt. Lemmon Survey |
| 374824 | 2006 UK175             | 16 d'octubre de 2006   | Catalina             | CSS               |
| 374825 | 2006 UT179             | 16 d'octubre de 2006   | Catalina             | CSS               |
| 374826 | 2006 UV193             | 20 d'octubre de 2006   | Kitt Peak            | Spacewatch        |
| 374827 | 2006 UW213             | 27 de setembre de 2006 | Mount Lemmon         | Mt. Lemmon Survey |
| 374828 | 2006 UK219             | 16 d'octubre de 2006   | Kitt Peak            | Spacewatch        |
| 374829 | 2006 UA222             | 17 d'octubre de 2006   | Catalina             | CSS               |
| 374830 | 2006 UF222             | 17 d'octubre de 2006   | Catalina             | CSS               |
| 374831 | 2006 UG233             | 21 d'octubre de 2006   | Palomar              | NEAT              |
| 374832 | 2006 UH233             | 12 d'octubre de 2006   | Kitt Peak            | Spacewatch        |
| 374833 | 2006 UT240             | 23 d'octubre de 2006   | Mount Lemmon         | Mt. Lemmon Survey |
| 374834 | 2006 UU242             | 27 d'octubre de 2006   | Kitt Peak            | Spacewatch        |
| 374835 | 2006 UJ243             | 27 d'octubre de 2006   | Mount Lemmon         | Mt. Lemmon Survey |
| 374836 | 2006 UA249             | 27 d'octubre de 2006   | Mount Lemmon         | Mt. Lemmon Survey |
| 374837 | 2006 UY256             | 28 d'octubre de 2006   | Kitt Peak            | Spacewatch        |
| 374838 | 2006 UZ264             | 27 d'octubre de 2006   | Mount Lemmon         | Mt. Lemmon Survey |
| 374839 | 2006 UH265             | 27 d'octubre de 2006   | Catalina             | CSS               |
| 374840 | 2006 US267             | 27 d'octubre de 2006   | Mount Lemmon         | Mt. Lemmon Survey |
| 374841 | 2006 UJ268             | 18 de setembre de 2006 | Catalina             | CSS               |
| 374842 | 2006 UC272             | 27 d'octubre de 2006   | Mount Lemmon         | Mt. Lemmon Survey |
| 374843 | 2006 UW273             | 27 d'octubre de 2006   | Kitt Peak            | Spacewatch        |
| 374844 | 2006 UK281             | 28 d'octubre de 2006   | Mount Lemmon         | Mt. Lemmon Survey |
| 374845 | 2006 UB301             | 19 d'octubre de 2006   | Kitt Peak            | M. W. Buie        |
| 374846 | 2006 UP325             | 20 d'octubre de 2006   | Kitt Peak            | M. W. Buie        |
| 374847 | 2006 UK336             | 20 d'octubre de 2006   | Mount Lemmon         | Mt. Lemmon Survey |
| 374848 | 2006 VK                | 2 de novembre de 2006  | Remanzacco           | Remanzacco        |
| 374849 | 2006 VO1               | 28 de setembre de 2006 | Mount Lemmon         | Mt. Lemmon Survey |
| 374850 | 2006 VL2               | 19 d'octubre de 2006   | Catalina             | CSS               |
| 374851 | 2006 VV2               | 11 de novembre de 2006 | Socorro              | LINEAR            |
| 374852 | 2006 VF4               | 9 de novembre de 2006  | Kitt Peak            | Spacewatch        |
| 374853 | 2006 VJ4               | 21 d'octubre de 2006   | Kitt Peak            | Spacewatch        |
| 374854 | 2006 VV5               | 10 de novembre de 2006 | Kitt Peak            | Spacewatch        |
| 374855 | 2006 VQ13              | 14 de novembre de 2006 | Socorro              | LINEAR            |
| 374856 | 2006 VJ18              | 9 de novembre de 2006  | Kitt Peak            | Spacewatch        |
| 374857 | 2006 VM23              | 28 de setembre de 2006 | Mount Lemmon         | Mt. Lemmon Survey |
| 374858 | 2006 VG26              | 10 de novembre de 2006 | Kitt Peak            | Spacewatch        |
| 374859 | 2006 VD27              | 10 de novembre de 2006 | Kitt Peak            | Spacewatch        |
| 374860 | 2006 VD30              | 4 d'octubre de 2006    | Mount Lemmon         | Mt. Lemmon Survey |
| 374861 | 2006 VM32              | 4 d'octubre de 2006    | Mount Lemmon         | Mt. Lemmon Survey |
| 374862 | 2006 VV35              | 11 de novembre de 2006 | Mount Lemmon         | Mt. Lemmon Survey |
| 374863 | 2006 VQ42              | 12 de novembre de 2006 | Mount Lemmon         | Mt. Lemmon Survey |
| 374864 | 2006 VD48              | 10 de novembre de 2006 | Kitt Peak            | Spacewatch        |
| 374865 | 2006 VO50              | 10 de novembre de 2006 | Kitt Peak            | Spacewatch        |
| 374866 | 2006 VP64              | 11 de novembre de 2006 | Kitt Peak            | Spacewatch        |
| 374867 | 2006 VG67              | 11 de novembre de 2006 | Kitt Peak            | Spacewatch        |
| 374868 | 2006 VP70              | 11 de novembre de 2006 | Kitt Peak            | Spacewatch        |
| 374869 | 2006 VQ81              | 13 de novembre de 2006 | Kitt Peak            | Spacewatch        |
| 374870 | 2006 VZ84              | 13 de novembre de 2006 | Kitt Peak            | Spacewatch        |
| 374871 | 2006 VU113             | 13 de novembre de 2006 | Mount Lemmon         | Mt. Lemmon Survey |
| 374872 | 2006 VO116             | 14 de novembre de 2006 | Kitt Peak            | Spacewatch        |
| 374873 | 2006 VX122             | 14 de novembre de 2006 | Kitt Peak            | Spacewatch        |
| 374874 | 2006 VH123             | 28 de setembre de 2006 | Mount Lemmon         | Mt. Lemmon Survey |
| 374875 | 2006 VM124             | 14 de novembre de 2006 | Kitt Peak            | Spacewatch        |
| 374876 | 2006 VC128             | 15 de novembre de 2006 | Kitt Peak            | Spacewatch        |
| 374877 | 2006 VC129             | 15 de novembre de 2006 | Catalina             | CSS               |
| 374878 | 2006 VU137             | 15 de novembre de 2006 | Kitt Peak            | Spacewatch        |
| 374879 | 2006 VN150             | 17 d'octubre de 2006   | Kitt Peak            | Spacewatch        |
| 374880 | 2006 VU152             | 3 d'octubre de 2006    | Mount Lemmon         | Mt. Lemmon Survey |
| 374881 | 2006 WU7               | 16 de novembre de 2006 | Kitt Peak            | Spacewatch        |
| 374882 | 2006 WX7               | 27 de setembre de 2006 | Mount Lemmon         | Mt. Lemmon Survey |
| 374883 | 2006 WN8               | 16 de novembre de 2006 | Kitt Peak            | Spacewatch        |
| 374884 | 2006 WV8               | 16 de novembre de 2006 | Kitt Peak            | Spacewatch        |
| 374885 | 2006 WO11              | 16 de novembre de 2006 | Socorro              | LINEAR            |
| 374886 | 2006 WH27              | 28 d'octubre de 2006   | Mount Lemmon         | Mt. Lemmon Survey |
| 374887 | 2006 WR34              | 16 de novembre de 2006 | Kitt Peak            | Spacewatch        |
| 374888 | 2006 WV38              | 16 de novembre de 2006 | Kitt Peak            | Spacewatch        |
| 374889 | 2006 WM56              | 16 de novembre de 2006 | Kitt Peak            | Spacewatch        |
| 374890 | 2006 WU70              | 18 de novembre de 2006 | Kitt Peak            | Spacewatch        |
| 374891 | 2006 WH71              | 18 de novembre de 2006 | Kitt Peak            | Spacewatch        |
| 374892 | 2006 WU85              | 18 de novembre de 2006 | Kitt Peak            | Spacewatch        |
| 374893 | 2006 WT88              | 18 de novembre de 2006 | Kitt Peak            | Spacewatch        |
| 374894 | 2006 WF96              | 27 de setembre de 2006 | Mount Lemmon         | Mt. Lemmon Survey |
| 374895 | 2006 WJ100             | 18 de setembre de 2006 | Catalina             | CSS               |
| 374896 | 2006 WU100             | 27 de setembre de 2006 | Mount Lemmon         | Mt. Lemmon Survey |
| 374897 | 2006 WK108             | 19 d'octubre de 2006   | Mount Lemmon         | Mt. Lemmon Survey |
| 374898 | 2006 WC110             | 11 de novembre de 2006 | Kitt Peak            | Spacewatch        |
| 374899 | 2006 WO117             | 20 de novembre de 2006 | Mount Lemmon         | Mt. Lemmon Survey |
| 374900 | 2006 WN158             | 22 de novembre de 2006 | Socorro              | LINEAR            |

## 374901-375000
| Nom    | Designació provisional | Data de descobriment   | Lloc de descobriment | Descobridor/s     |
| ------ | ---------------------- | ---------------------- | -------------------- | ----------------- |
| 374901 | 2006 WZ159             | 22 de novembre de 2006 | Mount Lemmon         | Mt. Lemmon Survey |
| 374902 | 2006 WK163             | 23 de novembre de 2006 | Kitt Peak            | Spacewatch        |
| 374903 | 2006 WG181             | 24 de novembre de 2006 | Mount Lemmon         | Mt. Lemmon Survey |
| 374904 | 2006 WV198             | 21 de novembre de 2006 | Mount Lemmon         | Mt. Lemmon Survey |
| 374905 | 2006 WD204             | 21 de novembre de 2006 | Mount Lemmon         | Mt. Lemmon Survey |
| 374906 | 2006 WG204             | 27 de novembre de 2006 | Mount Lemmon         | Mt. Lemmon Survey |
| 374907 | 2006 XE1               | 10 de desembre de 2006 | Socorro              | LINEAR            |
| 374908 | 2006 XR10              | 15 de novembre de 2006 | Mount Lemmon         | Mt. Lemmon Survey |
| 374909 | 2006 XV11              | 10 de desembre de 2006 | Kitt Peak            | Spacewatch        |
| 374910 | 2006 XT12              | 10 de desembre de 2006 | Kitt Peak            | Spacewatch        |
| 374911 | 2006 XM18              | 10 de desembre de 2006 | Kitt Peak            | Spacewatch        |
| 374912 | 2006 XV19              | 16 de setembre de 1998 | Kitt Peak            | Spacewatch        |
| 374913 | 2006 XT23              | 21 d'octubre de 2006   | Lulin                | Lulin             |
| 374914 | 2006 XF39              | 11 de desembre de 2006 | Kitt Peak            | Spacewatch        |
| 374915 | 2006 XL53              | 14 de desembre de 2006 | Mount Lemmon         | Mt. Lemmon Survey |
| 374916 | 2006 XP54              | 15 de desembre de 2006 | Socorro              | LINEAR            |
| 374917 | 2006 XG60              | 14 de desembre de 2006 | Kitt Peak            | Spacewatch        |
| 374918 | 2006 XT62              | 15 de desembre de 2006 | Kitt Peak            | Spacewatch        |
| 374919 | 2006 XB68              | 14 de desembre de 2006 | Mount Lemmon         | Mt. Lemmon Survey |
| 374920 | 2006 XT70              | 13 de desembre de 2006 | Mount Lemmon         | Mt. Lemmon Survey |
| 374921 | 2006 XE71              | 14 de desembre de 2006 | Kitt Peak            | Spacewatch        |
| 374922 | 2006 YY1               | 19 de desembre de 2006 | Eskridge             | Eskridge          |
| 374923 | 2006 YP4               | 16 de desembre de 2006 | Kitt Peak            | Spacewatch        |
| 374924 | 2006 YD9               | 20 de desembre de 2006 | Mount Lemmon         | Mt. Lemmon Survey |
| 374925 | 2006 YQ11              | 18 de desembre de 2006 | Nyukasa              | Nyukasa           |
| 374926 | 2006 YT12              | 1 de novembre de 2006  | Mount Lemmon         | Mt. Lemmon Survey |
| 374927 | 2006 YA17              | 21 de desembre de 2006 | Mount Lemmon         | Mt. Lemmon Survey |
| 374928 | 2006 YB25              | 21 de desembre de 2006 | Kitt Peak            | Spacewatch        |
| 374929 | 2006 YB47              | 19 de novembre de 2006 | Kitt Peak            | Spacewatch        |
| 374930 | 2007 AU12              | 21 de novembre de 2006 | Mount Lemmon         | Mt. Lemmon Survey |
| 374931 | 2007 AJ15              | 10 de gener de 2007    | Catalina             | CSS               |
| 374932 | 2007 AM17              | 15 de gener de 2007    | Catalina             | CSS               |
| 374933 | 2007 AT23              | 10 de gener de 2007    | Mount Lemmon         | Mt. Lemmon Survey |
| 374934 | 2007 AY27              | 10 de gener de 2007    | Mount Lemmon         | Mt. Lemmon Survey |
| 374935 | 2007 BL                | 15 de novembre de 2006 | Mount Lemmon         | Mt. Lemmon Survey |
| 374936 | 2007 BE3               | 27 de novembre de 2006 | Mount Lemmon         | Mt. Lemmon Survey |
| 374937 | 2007 BC4               | 16 de gener de 2007    | Socorro              | LINEAR            |
| 374938 | 2007 BU19              | 23 de gener de 2007    | Anderson Mesa        | LONEOS            |
| 374939 | 2007 BL23              | 24 de gener de 2007    | Mount Lemmon         | Mt. Lemmon Survey |
| 374940 | 2007 BU35              | 24 de gener de 2007    | Mount Lemmon         | Mt. Lemmon Survey |
| 374941 | 2007 BE38              | 27 de desembre de 2006 | Mount Lemmon         | Mt. Lemmon Survey |
| 374942 | 2007 BN41              | 24 de gener de 2007    | Mount Lemmon         | Mt. Lemmon Survey |
| 374943 | 2007 BX49              | 26 de gener de 2007    | Piszkesteto          | K. Sarneczky      |
| 374944 | 2007 BV54              | 24 de gener de 2007    | Mount Lemmon         | Mt. Lemmon Survey |
| 374945 | 2007 BH57              | 24 de gener de 2007    | Socorro              | LINEAR            |
| 374946 | 2007 BU61              | 27 de gener de 2007    | Mount Lemmon         | Mt. Lemmon Survey |
| 374947 | 2007 BA65              | 27 de gener de 2007    | Mount Lemmon         | Mt. Lemmon Survey |
| 374948 | 2007 BE74              | 17 de gener de 2007    | Kitt Peak            | Spacewatch        |
| 374949 | 2007 CR2               | 23 de desembre de 2006 | Mount Lemmon         | Mt. Lemmon Survey |
| 374950 | 2007 CG6               | 21 de novembre de 2006 | Mount Lemmon         | Mt. Lemmon Survey |
| 374951 | 2007 CN7               | 21 de novembre de 2006 | Mount Lemmon         | Mt. Lemmon Survey |
| 374952 | 2007 CZ14              | 7 de febrer de 2007    | Mount Lemmon         | Mt. Lemmon Survey |
| 374953 | 2007 CW34              | 6 de febrer de 2007    | Palomar              | NEAT              |
| 374954 | 2007 CZ35              | 6 de febrer de 2007    | Mount Lemmon         | Mt. Lemmon Survey |
| 374955 | 2007 CK37              | 6 de febrer de 2007    | Mount Lemmon         | Mt. Lemmon Survey |
| 374956 | 2007 CQ39              | 10 de gener de 2007    | Mount Lemmon         | Mt. Lemmon Survey |
| 374957 | 2007 CN46              | 8 de febrer de 2007    | Mount Lemmon         | Mt. Lemmon Survey |
| 374958 | 2007 CF47              | 8 de febrer de 2007    | Palomar              | NEAT              |
| 374959 | 2007 CV47              | 10 de febrer de 2007   | Mount Lemmon         | Mt. Lemmon Survey |
| 374960 | 2007 CC50              | 10 de febrer de 2007   | Catalina             | CSS               |
| 374961 | 2007 CK56              | 15 de febrer de 2007   | Catalina             | CSS               |
| 374962 | 2007 CB61              | 13 de febrer de 2007   | Socorro              | LINEAR            |
| 374963 | 2007 DS2               | 16 de febrer de 2007   | Catalina             | CSS               |
| 374964 | 2007 DG5               | 17 de febrer de 2007   | Kitt Peak            | Spacewatch        |
| 374965 | 2007 DC11              | 17 de febrer de 2007   | Kitt Peak            | Spacewatch        |
| 374966 | 2007 DE23              | 17 de febrer de 2007   | Kitt Peak            | Spacewatch        |
| 374967 | 2007 DL25              | 29 d'octubre de 2005   | Mount Lemmon         | Mt. Lemmon Survey |
| 374968 | 2007 DP29              | 17 de febrer de 2007   | Kitt Peak            | Spacewatch        |
| 374969 | 2007 DL37              | 17 de febrer de 2007   | Kitt Peak            | Spacewatch        |
| 374970 | 2007 DD41              | 22 de febrer de 2007   | Catalina             | CSS               |
| 374971 | 2007 DV43              | 17 de febrer de 2007   | Mount Lemmon         | Mt. Lemmon Survey |
| 374972 | 2007 DA50              | 10 de març de 2003     | Anderson Mesa        | LONEOS            |
| 374973 | 2007 DA52              | 17 de febrer de 2007   | Mount Lemmon         | Mt. Lemmon Survey |
| 374974 | 2007 DF75              | 21 de febrer de 2007   | Mount Lemmon         | Mt. Lemmon Survey |
| 374975 | 2007 DW90              | 18 de setembre de 1999 | Kitt Peak            | Spacewatch        |
| 374976 | 2007 DN97              | 23 de febrer de 2007   | Kitt Peak            | Spacewatch        |
| 374977 | 2007 DR105             | 17 de febrer de 2007   | Mount Lemmon         | Mt. Lemmon Survey |
| 374978 | 2007 ES7               | 9 de març de 2007      | Mount Lemmon         | Mt. Lemmon Survey |
| 374979 | 2007 EM9               | 9 de març de 2007      | Mount Lemmon         | Mt. Lemmon Survey |
| 374980 | 2007 EJ23              | 10 de març de 2007     | Mount Lemmon         | Mt. Lemmon Survey |
| 374981 | 2007 EG30              | 26 de febrer de 2007   | Mount Lemmon         | Mt. Lemmon Survey |
| 374982 | 2007 ER36              | 11 de març de 2007     | Anderson Mesa        | LONEOS            |
| 374983 | 2007 EZ36              | 27 de febrer de 2007   | Kitt Peak            | Spacewatch        |
| 374984 | 2007 ED38              | 11 de març de 2007     | Mount Lemmon         | Mt. Lemmon Survey |
| 374985 | 2007 EO71              | 10 de març de 2007     | Kitt Peak            | Spacewatch        |
| 374986 | 2007 EV79              | 10 de març de 2007     | Mount Lemmon         | Mt. Lemmon Survey |
| 374987 | 2007 EX81              | 11 de març de 2007     | Kitt Peak            | Spacewatch        |
| 374988 | 2007 EB83              | 27 de març de 2003     | Kitt Peak            | Spacewatch        |
| 374989 | 2007 EF87              | 13 de març de 2007     | Kitt Peak            | Spacewatch        |
| 374990 | 2007 EV124             | 14 de març de 2007     | Kitt Peak            | Spacewatch        |
| 374991 | 2007 EZ136             | 11 de març de 2007     | Kitt Peak            | Spacewatch        |
| 374992 | 2007 EY180             | 14 de març de 2007     | Kitt Peak            | Spacewatch        |
| 374993 | 2007 ED191             | 13 de març de 2007     | Kitt Peak            | Spacewatch        |
| 374994 | 2007 EX196             | 15 de març de 2007     | Kitt Peak            | Spacewatch        |
| 374995 | 2007 EM210             | 8 de març de 2007      | Palomar              | NEAT              |
| 374996 | 2007 ET214             | 10 de març de 2007     | Kitt Peak            | Spacewatch        |
| 374997 | 2007 ES217             | 13 de març de 2007     | Kitt Peak            | Spacewatch        |
| 374998 | 2007 EB222             | 11 de març de 2007     | Kitt Peak            | Spacewatch        |
| 374999 | 2007 EN222             | 11 de març de 2007     | Catalina             | CSS               |
| 375000 | 2007 EN223             | 14 de març de 2007     | Mount Lemmon         | Mt. Lemmon Survey |